# Byzantinische Herrschaft im Maghreb

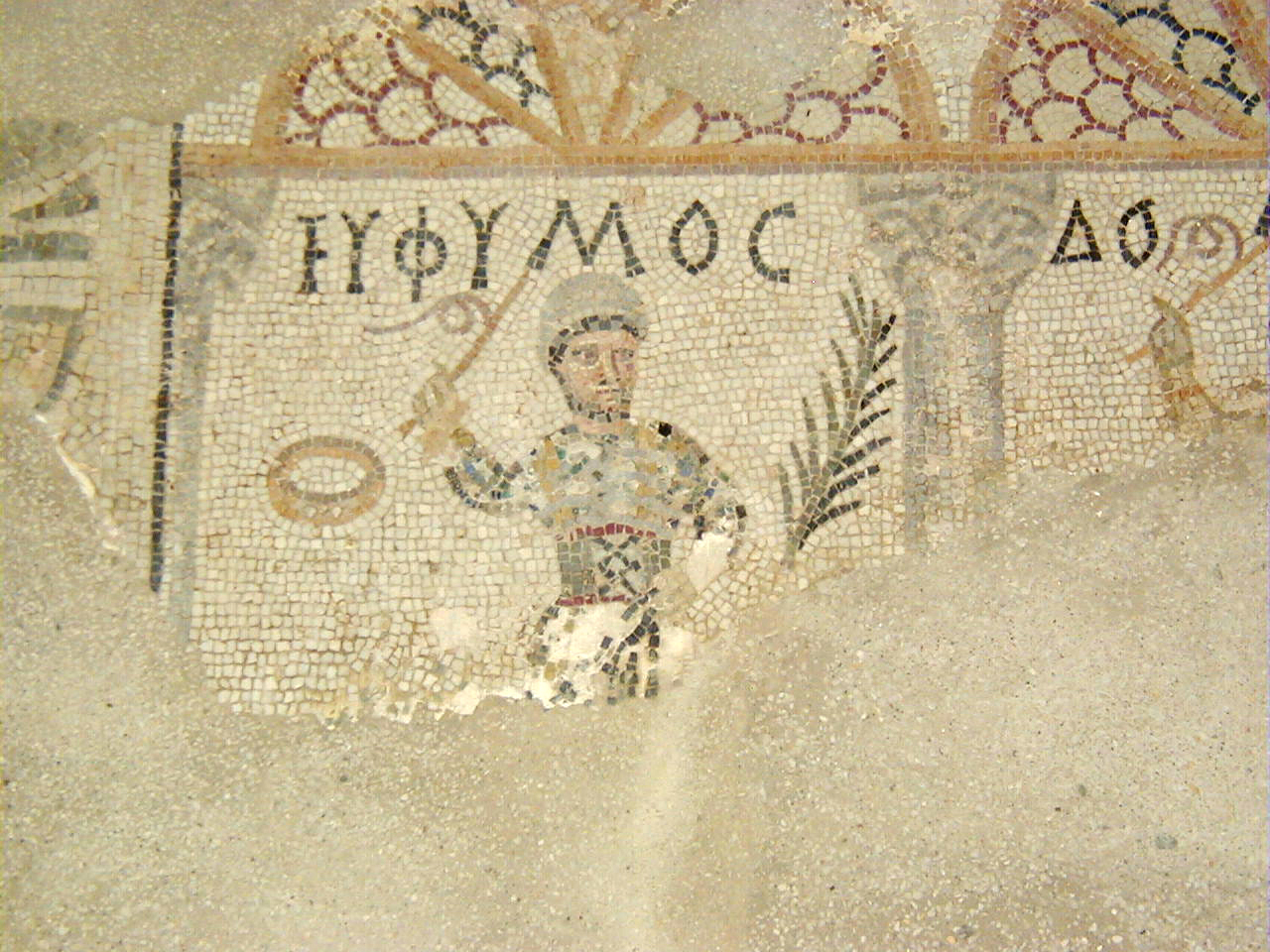
Byzantinisches Mosaik aus Karthago

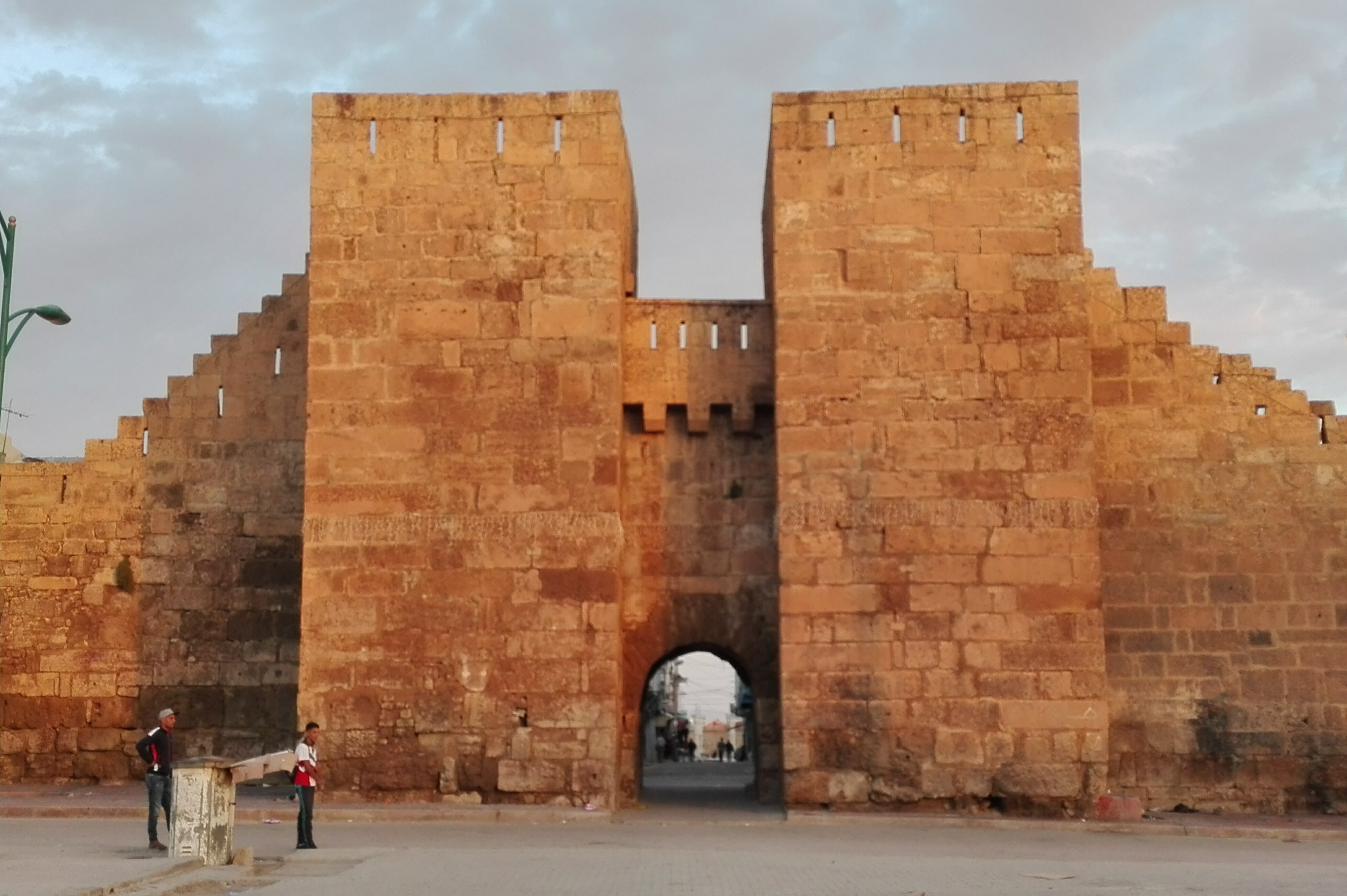
Das sogenannte Solomonstor, das Haupttor des byzantinischen Theveste

Die byzantinische Herrschaft im Maghreb war eine Epoche der Geschichte Nordwestafrikas, die rund 175 Jahre umfasste. Sie begann in den Jahren 533/534 mit der Rückeroberung ehemals zum Weströmischen Reich gehörenden Territoriums durch das oströmisch-byzantinische Reich unter Justinian I. und fand ihr Ende während der Herrschaftszeiten von Justinian II. durch die Eroberung Karthagos (698) und der letzten byzantinischen Außenposten, vor allem von Septem (708/711), im Verlauf der islamischen Expansion.
Die Region war zunächst gemäß den typischen, seit 300 Jahren bestehenden spätrömischen Verwaltungsstrukturen gegliedert. Es befanden sich also zivile Befugnisse in der Hand eines Prätorianerpräfekten, dem Oberhaupt der obersten zivilen Verwaltungsbehörde im spätantiken Römerreich. Die militärischen Befugnisse oblagen hingegen einem magister militum per Africam. Diese Befugnisse wurden spätestens ab 591 gebündelt und das oströmische Nordafrika wurde Kernland eines von zwei Exarchaten, mit deren Gründung der oströmische Kaiser Maurikios (582–602) durch Bündelung und Dezentralisierung den Folgen einer imperialen Überdehnung entgegenwirken konnte. Eine weitere Veränderung dieser Verwaltungsstrukturen erfolgte bis zum Ende der byzantinischen Herrschaft nicht.
Die Rückeroberung dieser Region war von größter strategischer und wirtschaftlicher Bedeutung und von allen Eroberungen im Westen am nachhaltigsten. Denn während sich in Teilen des oströmischen Italiens ab 568 das Langobardenreich etablierte und die oströmische Herrschaft in Südspanien Anfang des 7. Jahrhunderts zu Ende ging, blieben die im Maghreb zurückeroberten Gebiete bis zur Islamischen Expansion vollumfänglich in oströmischer Hand und wurden möglicherweise sogar noch erweitert. Damit war die Region der bedeutsamste Eckpfeiler oströmischer bzw. byzantinischer Macht im Westen.

## Ausgangslage
Die schnelle Etablierung der oströmischen Herrschaft im heutigen Maghreb war die Folge des sich immer stärker herausbildenden politischen Vakuums in den afrikanischen Provinzen des ehemaligen Westreiches und des germanischen Nachfolgestaates der Vandalen, welches vor allem durch die Auflösung regionaler Macht- und Verwaltungsstrukturen geprägt war.

### Das ehemals weströmische Nordafrika im ausgehenden 5. und beginnenden 6. Jahrhundert

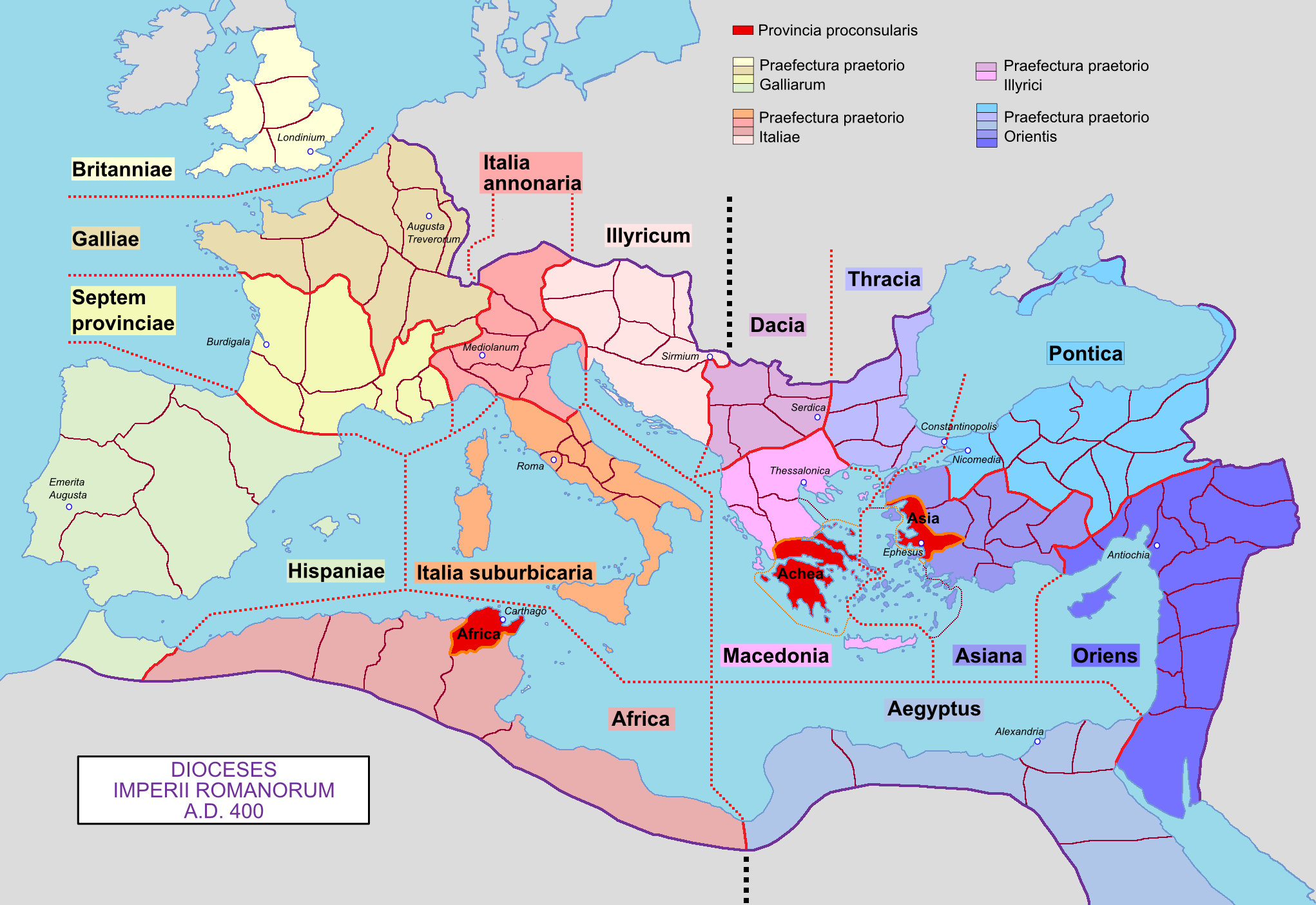
Die administrative Gliederung des Imperium Romanum nach 395

Mit der Reichsteilung von 395 wurden alle römischen Gebiete in Afrika westlich der Großen Syrte Teil des weströmischen Reiches. Im Einzelnen waren es die Provinzen Tripolitanien, Byzacena, Zeugitana (auch Proconsularis provincia oder Africa proconsularis genannt), Numidia, Mauretania Sitifensis, Mauretania Caesariensis und Mauretania Tingitana. Diese Provinzen konnten zumindest in Teilen als das Herzstück des westlichen Reiches angesehen werden, da sie Italien mit Getreide versorgten und einen großen Teil der Steuereinkünfte des Westreiches erwirtschafteten. Ab 429 wurden sie durch das Übersetzen der Vandalen bei Septem von den politischen Wirren der Völkerwanderung erfasst. Spätestens nach der Ermordung des Kaisers Valentinian III. 455 stand keine Region in Afrika mehr unter weströmischer Herrschaft.

#### Das Vandalenreich

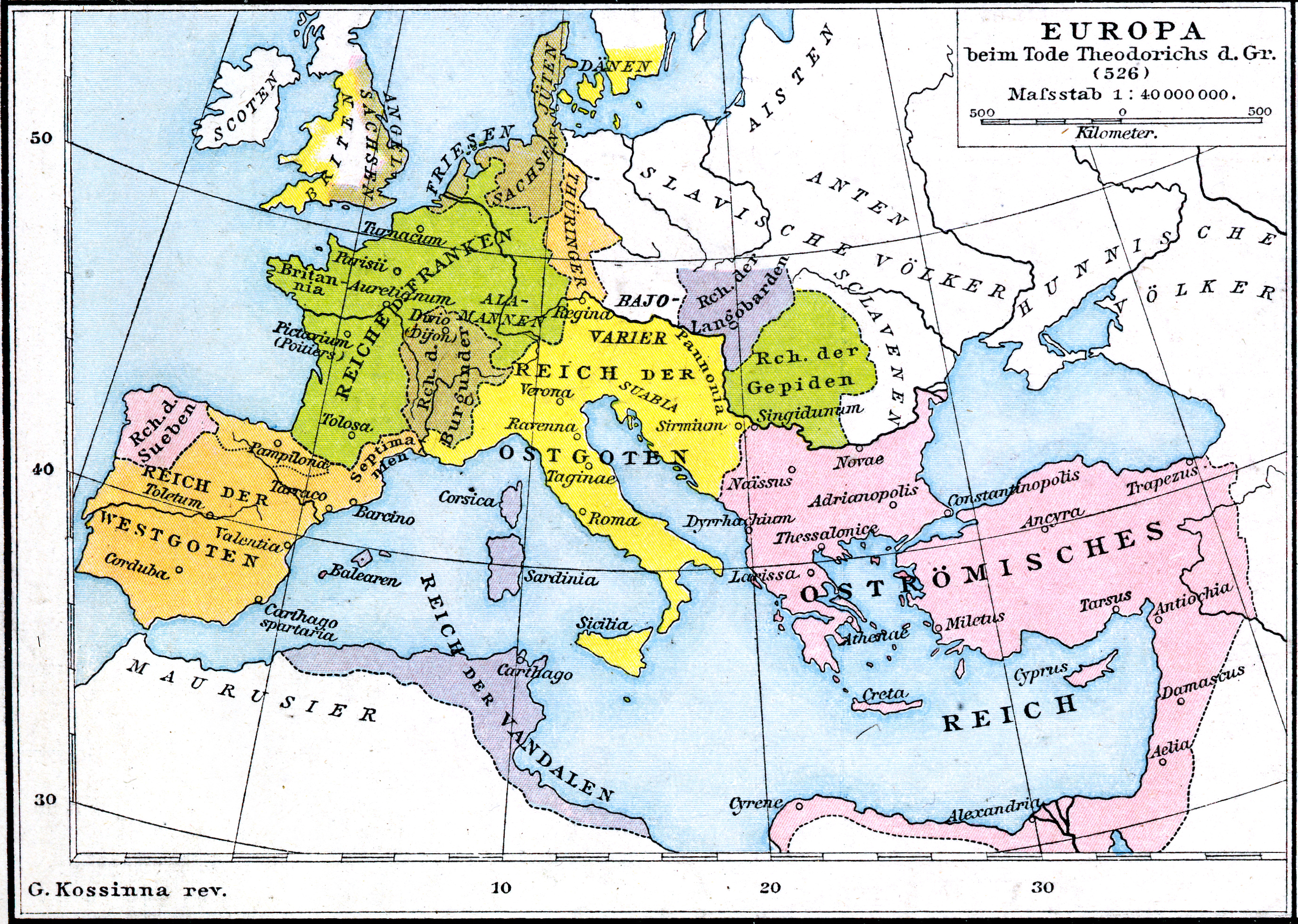
Das durch Sezessionen und Angriffe der Berber geschwächte Vandalenreich wenige Jahre vor der oströmischen Eroberung

In Teilen des weströmischen Nordafrika hatte sich 439 mit der Eroberung Karthagos durch die Vandalen unter ihrem König Geiserich ein de facto unabhängiger, von überwiegend germanischen Kriegern beherrschtes Reich etabliert, welcher mit seiner schlagkräftigen Flotte den westlichen Mittelmeerraum beherrschte und neben Korsika und Sardinien die Balearen und die Westspitze Siziliens unter seine Kontrolle bringen konnte. Dies war überaus folgenreich für Westrom, da Africa eine reiche und stark urbanisierte Provinz war; neben der Olivenproduktion war vor allem die Funktion der Provinz als Kornkammer Westroms, speziell Italiens, von zentraler Bedeutung.
441 scheiterte ein oströmischer Versuch, die Flotte der Vandalen zu schlagen und deren Herrschaft zu beseitigen. Vielmehr musste das weströmische Reich 442 in einem Vertrag die vandalische Herrschaft östlich von Numidien anerkennen. Das Königreich der Vandalen wurde 468 Ziel einer erneuten, diesmal großangelegten gemeinsamen Unternehmung des Westreiches unter Anthemius und des Oströmischen Reiches unter Leo I. Dieser Vandalenfeldzug scheiterte jedoch katastrophal, vor allem weil es dem Vandalenkönig Geiserich gelang, die große (gesamt-)römische Flotte in Brand zu setzen. Nach vandalischen Plünderungsfahrten entlang der Küste des oströmischen Illyricums (und möglicherweise dem Scheitern eines weiteren, kleineren römischen Feldzugs im Jahr 470) garantierte der oströmische Kaiser Zenon der Familie Geiserichs 475 in einem Vertrag (foedus) den Besitz der Provinz Africa und der Inseln; anschließend gab es jahrzehntelang keine Auseinandersetzungen mehr zwischen dem Vandalenreich und dem oströmischen Reich.
In den 94 Jahren seiner Existenz war das Reich der Vandalen durch dynastische Auseinandersetzungen um die Herrschaft geprägt sowie vor allem durch den Gegensatz zwischen der nizänischen römischen Bevölkerung und den zwar romanisierten, aber der arianischen Glaubensrichtung des Christentums anhängenden Vandalen. Zudem hatten diese erhebliche Schwierigkeiten, die Landesgrenzen gegen die Berber zu verteidigen beziehungsweise die unter vandalischer Herrschaft stehenden Berber unter Kontrolle zu halten, was Großgrundbesitzer und auch Kleinbauern dazu veranlasste, ihre Höfe zu befestigen. Entgegen älterer Auffassung war die Zeit des Vandalenreiches jedoch keine Ära des schwerwiegenden wirtschaftlichen Niedergangs, vielmehr blieben die Handelsbeziehungen bestehen, wenngleich wohl durch die Eigenstaatlichkeit des Vandalenreiches und dessen aggressive Außenpolitik vor allem unter Geiserich eingeschränkt.

#### Die römisch-berberischen Gebiete
Numidien und die Provinzen des antiken Mauretanien verblieben nach 439 zunächst unter weströmischer Herrschaft. Hierbei billigte der weströmische Kaiser die Aushebung von Privatarmeen durch Großgrundbesitzer, weil er sich so Angriffe auf vandalisches Gebiet erhoffte. Die so geforderte Entwicklung der Großgrundbesitzer zu Warlords begünstigte nach der Ermordung des weströmischen Kaisers Valentinian III. den Zerfall dieser Provinzen in diverse Kleinreiche, die in der Öffentlichkeit des übrigen Mittelmeerraumes und insbesondere in der Region um Karthago als berberisch wahrgenommen wurden. Numidien und die küstennahen Gebiete der mauretanischen Provinzen wurden unmittelbar danach von den Vandalen erobert, lösten sich aber nach dem Tod des Vandalenkönigs Hunerich ab 484 teilweise wieder aus den Staatsverband des vandalischen Reiches. In den mauretanischen Provinzen hielten sich römisch-berberische Gebiete durchgängig, vor allem ein Regnum Maurorum et Romanorum mit Hauptstadt Altava, dessen Bedeutung bis in die 570er Jahre weiter zunahm.
Der ausschließlich berberische Charakter dieser überwiegend nicht unter vandalischer Herrschaft stehenden und vormalig weströmischen Gebiete ist mittlerweile insgesamt widerlegt. Insbesondere die Regionen um Altava sowie Lixus und Volubilis in der äußerst westlich gelegenen Mauretania Tingitana wiesen einen Fortbestand der alten Handelsverbindungen und lateinische Grabinschriften, teilweise bis ins Jahr 655 auf. Hinzu kam, dass die in dieser Region ansässigen Kleinreiche viele Römer, die von den Vandalen aus religiösen und anderen Gründen verfolgt wurden, aufnahmen.

### Das Ende des Vandalenreiches

Feldzüge während des Vandalenkrieges

Unter dem vorletzten, auf einen Ausgleich mit Ostrom bedachten und sich vom Arianismus abwendenden Vandalenkönig Hilderich nahmen die außen- und innenpolitischen Schwierigkeiten seines Reiches erheblich zu, wobei eine vandalische Niederlage 530 gegen die Berber zu seinem Sturz durch Gelimer führte. Der letzte Vandalenkönig Gelimer wiederum sah sich nach dem Staatsstreich nicht nur mit der Bedrohung durch die Berber konfrontiert, sondern musste einen Teil seines Heeres und die Flotte nach Sardinien entsenden, um dort einen Aufstand des Adeligen Godas niederzuschlagen, und zugleich musste er einem weiteren Aufstand des tripolitanischen Statthalters Prudentius zunächst tatenlos zusehen.
Unter diesen Rahmenbedingungen begann der oströmische Kaiser Justinian I. im Jahr 533 den Vandalenkrieg, womit er zugleich von den Nachwirkungen des Nika-Aufstandes des Vorjahres ablenken konnte. Er entsandte ein von Belisar geführtes und 15.000 Mann Fußtruppen und Kavallerie umfassendes Heer nach Karthago und ein kleineres Heer zur Unterstützung des Prudentius nach Tripolitanien. Diese Truppen – weniger als ein Sechstel der Teilnehmer des gescheiterten Vandalenfeldzuges von 468 – konnten innerhalb von neun Monaten den Herrschaftsbereich der Vandalen weitgehend unter ihre Kontrolle bringen – ein Umstand, der möglicherweise zusätzlich durch den Umstand begünstigt wurde, dass auch einige römisch-berberische Kleinreiche in ähnlicher Weise in dem Sturz Hilderichs einen Kriegsgrund sahen, wie dies der oströmische Kaiser tat.

## Religionen im spätantiken/byzantinischen Maghreb

### Christliche Glaubensrichtungen
Das Christentum breitete sich auf dem Gebiet des heutigen Maghrebs bereits während der römischen Zeit ab dem 3. Jahrhundert aus und war in der Spätantike und wohl auch noch im frühen Mittelalter die vorherrschende Religion. Hier waren bis zu drei christliche Glaubensrichtungen vertreten, welche spätestens durch die Islamisierung verschwanden.

#### Römische Reichskirche
Die Mehrheit der Christen im Maghreb bestand durchgehend aus lateinisch-nicänischen Christen, die somit derjenigen Glaubensrichtung angehörten, die die Staatsreligion des römischen Reiches darstellte. Die vandalische Herrschaft mit der einhergehenden Unterdrückung der lateinisch-nicänischen Glaubensrichtung wirkte auch in oströmischer Zeit nach. Zum einen fehlten für rund ein Jahrhundert staatliche Kontrolle und direkter Einfluss des Papstes. Dies bedingte eine gewisse Eigenständigkeit örtlicher kirchlicher Würdenträger und Religionsgelehrter, die sie nicht wieder an den oströmischen Kaiser abgeben wollten. Insbesondere stand die Region religiösen Debatten offener gegenüber als andere Provinzen des römischen Reiches. Andererseits hatten die lateinisch-nicänischen Christengemeinden im Maghreb einen Widerwillen gegen jegliche Abweichungen der ökumenischen Konzile entwickelt. Soweit byzantinische Kaiser versuchten, durch Kompromisse wie etwa dem Dreikapitelstreit oder dem Monotheletismus eine Einigung mit orientalischen Glaubensrichtungen herzustellen, stieß dies im Maghreb ebenso auf Ablehnung wie in Italien und belastete somit den Zusammenhalt des Reiches. Zusammen mit der im Vergleich zu den italienischen Besitzungen des byzantinischen Reiches erheblich bedeutsameren räumlichen Ausdehnung, Einwohnerzahl und Wirtschaftskraft und der hieraus resultierenden geringeren Abhängigkeit des byzantinischen Maghreb führte dies sogar zu einer Sezession. Besondere Rollen kamen hierbei etwa dem zwischen 628 und 645 im Maghreb weilenden griechischen Mönch Maximus Confessor zu, der zum Sprachrohr der afrikanischen Kirche wurde und die neue Lehre für einen indiskutablen Kompromiss mit den Monophysiten hielt und in einer Lateransynode unter Leitung des Papstes Martin I. den Monotheletismus verurteilte.

#### Weitere Glaubensrichtungen
Im Maghreb entstand bereits in der letzten Phase der Christenverfolgung im Römischen Reich mit dem Donatismus (benannt nach Donatus von Karthago, 315 bis 355 Primas der Donatisten) eine Abspaltung von der westlichen Kirche im 4. und 5. Jahrhundert. Diese Abspaltung, die eine eigene Ekklesiologie entwickelt hatte, blieb auf das nordwestliche Afrika beschränkt. Die donatistischen Gemeinden stellten bis zur weströmischen Verfolgung ab 411 in der Mauretania Sitifensis und Numidien die vorherrschende Glaubensrichtung, waren in den westlichen Regionen der mauretanischen Provinzen und in Tripolitanien genauso stark waren wie die lateinisch-nicänischen Gemeinden, in der Byzacena eine starke Minderheit und auch ansonsten überall in Africa vertreten, wobei sie vor allem unter den Berbern verbreitet gewesen zu sein scheinen. Die Donatisten wurden auch unter der vandalischen Herrschaft unterdrückt, was unter der oströmischen Herrschaft fortgesetzt wurde. Hier verliert sich ihre Spur. Inwieweit eine Verfolgung von Donatisten auch in den römisch-berberischen Kleinreichen erfolgte, ist nicht erforscht, jedoch angesichts der zur Vandalenzeit nachgewiesenen religiösen Toleranz und dem Fehlen jeglicher Angaben zur Unterdrückung auch danach wohl zu verneinen.
Mit der Landnahme der arianischen Vandalen ging der Einzug des Arianismus als dritter christlicher Glaubensrichtung im Maghreb einher, die als Staatsreligion des Vandalenreiches im Gegensatz zum nicänischen Glaubensbekenntnis der Kaiser beider römischer Reiche, aber auch der Bevölkerungsmehrheit im Maghreb stand. Geistliche wurden ins Exil geschickt, Klöster aufgelöst und Gläubige des nicänischen Bekenntnisses unter Druck gesetzt. Die Verfolgung durch die Vandalen traf jedoch bei den katholischen Christen ebenso wie bei den Donatisten auf Widerstand und endete mit der oströmischen Eroberung, die auch die Arianer zu einer unterdrückten Minderheit machte.
In Nordafrika und auf Sardinien gab es von da an bis zur Eroberung durch die Araber parallel lateinisch-nicänische, griechisch-nicänische und homöisch-nichtnicänische (arianische) und wohl auch donatistische Christen.

### Judentum
Der Zeitpunkt der Entstehung der ersten jüdischen Gemeinden im Maghreb ist unklar, weil sich jüdische Händler unter Umständen bereits mit der Gründung von Handelsniederlassungen durch die ebenfalls semitischen Phönizier angesiedelt haben könnten. Spätestens seit den hadrianischen Neugründungen der Stadt Aelia Capitolina und der Provinz Syria Palaestina zerstreuten sich die Juden als regional greifbares und geschlossenes Volk endgültig. Hierbei siedelten sich auch Juden im römischen Maghreb an. Da es in der Folgezeit zu Konversionen von Berbern zum Judentum kam, ist bereits für die vorislamische Zeit unklar, inwieweit die maghrebinischen Juden berberischer oder israelitischer Abstammung waren. Insbesondere entstand die Legende, die Konföderation der Kāhina sei jüdisch gewesen. Gesichert ist demgegenüber die Existenz einer Judäo-berberischen Sprache.
Ähnlich wie die Donatisten und nach Eroberung des Vandalenreiches durch Ostrom waren die Juden einer Unterdrückung, insbesondere im Hinblick auf das Verbot der Religionsausübung ausgesetzt, die unter Justinian I. einen ersten Höhepunkt erfuhr und im Jahre 632 unter Herakleios mit einem Edikt zur reichsweiten Zwangskonversion auch das byzantinische Nordafrika betraf. Möglicherweise waren Juden vor dieser Christianisierungspolitik in die nicht unter byzantinischer Herrschaft stehenden Teile der Mauretania Tingitana ausgewichen. In der neueren Forschung wird allerdings darauf hingewiesen, dass die konkrete Umsetzung des Edikts im gesamten Reich sehr fraglich ist und der Hintergrund der Maßnahme wohl eschatologischer Natur war; man hoffte so, den Staat in einer Zeit religiöser Unruhe zu stabilisieren. Letztlich scheiterte die kaiserliche Strategie allerdings, und das Judentum im Maghreb blieb stark vertreten.

## Die PrätorianerpräfekturAfrica– Oströmisches Nordafrika 533 bis 590

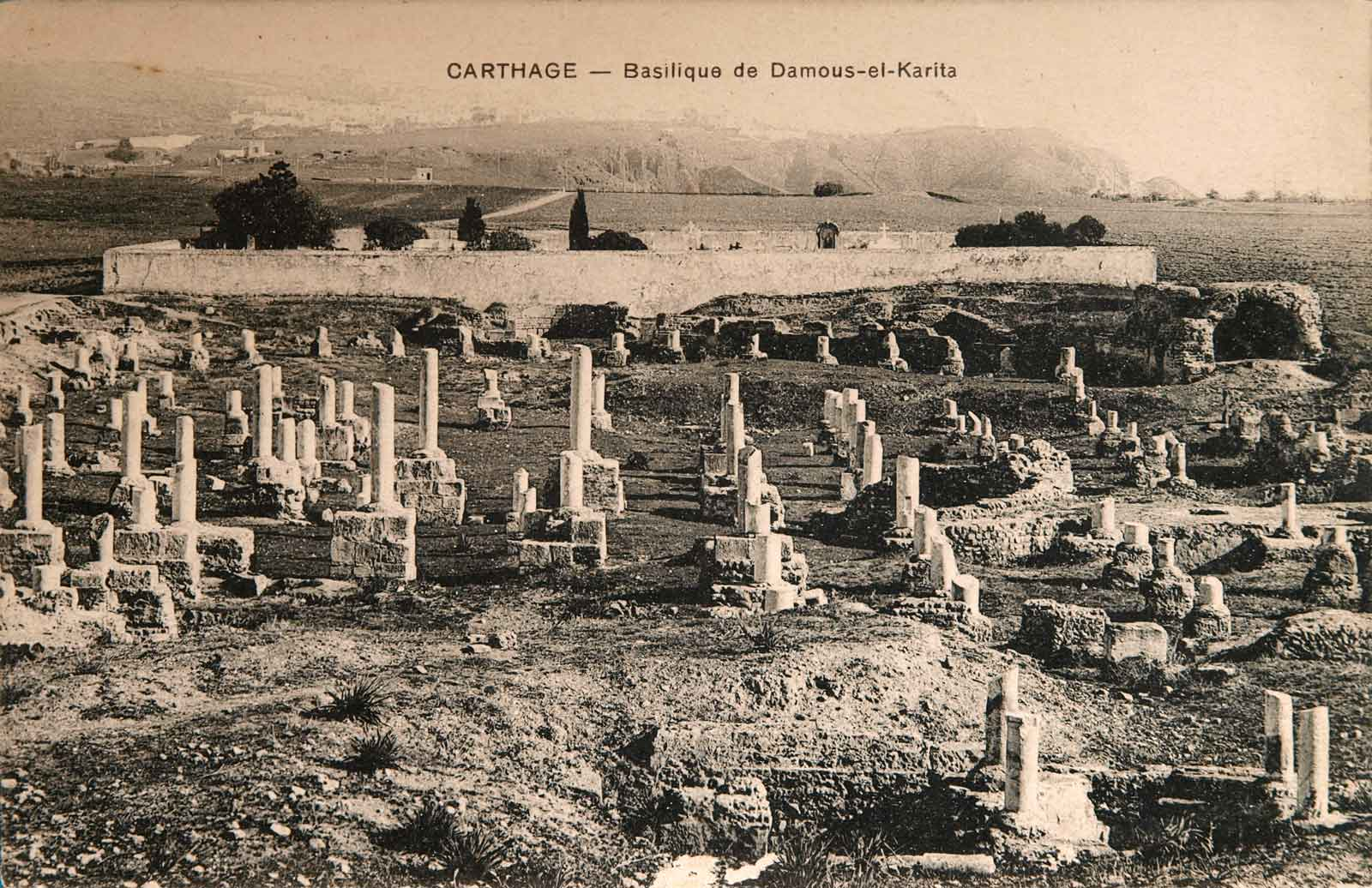
Überreste der Damous-El-Karita-Basilika in Karthago, die im 6. Jahrhundert stark ausgebaut wurde. Dort fanden sich zwischen der Entdeckung der Kirche im Jahr 1876 und 1892 rund 14.000 Inschriftenfragmente.

Nachdem Belisar mit seinen unerwartet raschen Siegen über Gelimer in der Schlacht bei Ad Decimum und der Schlacht bei Tricamarum das Königreich der Vandalen vernichtet hatte, wurden dessen Gebiete – und damit die wirtschaftlich stärkste Provinz des ehemaligen weströmischen Reiches – ohne große kriegsbedingte Zerstörungen wieder dem römischen Reich einverleibt.
Justinian beabsichtigte nun, auch die übrigen Regionen zurückerobern zu lassen, die vor dem Einfall der Vandalen und Berber unter römischer Herrschaft gestanden hatten. Die Restgebiete des untergegangenen Weströmischen Reiches im heutigen Algerien und Marokko, die nie oder nicht mehr unter vandalischer Herrschaft standen, waren jedoch in ihrer Kleinstaaterei bereits so etabliert, dass sie die wiederhergestellte römische Herrschaft in Karthago nicht anerkannten. Dennoch konnte der oströmische Herrschaftsbereich auf afrikanischem Boden konsolidiert und über die Grenzen des vormaligen Vandalenreiches ausgeweitet werden, wenngleich insbesondere 534 bis 548 kräftezehrende Kämpfe damit einhergingen.
In der zeitgenössischen Geschichtsschreibung werden Kriege, religiöse Unruhen und Flucht thematisiert, aber viel weniger Beachtung findet der Umstand, dass die Rückeroberung für die Erzeugnisse Africas die gesamten Absatzmärkte des oströmischen Reiches und später auch Italiens wieder zugänglich machte. Darüber hinaus sind durch entsprechende Münzfunde intensive Handelsbeziehungen zum Fränkischen Reich nachgewiesen. Zudem haben die unruhigen Zeiten, insbesondere Revolten reichsangehöriger Berber oder Einfälle von auswärtigen Berbern, nicht annähernd zu Münzhortungen in dem Ausmaß geführt, wie dies etwa auf der Balkanhalbinsel in dem vergleichbaren Zeitraum der Fall war. Zudem sind dramatische Ausführungen in den Quellen nur auf einzelne Zeiträume der rund 170-jährigen Epoche beschränkt, von denen eine erhebliche Zeit der Krisen in den Anfangszeitraum der Prätorianerpräfektur Africa fällt.

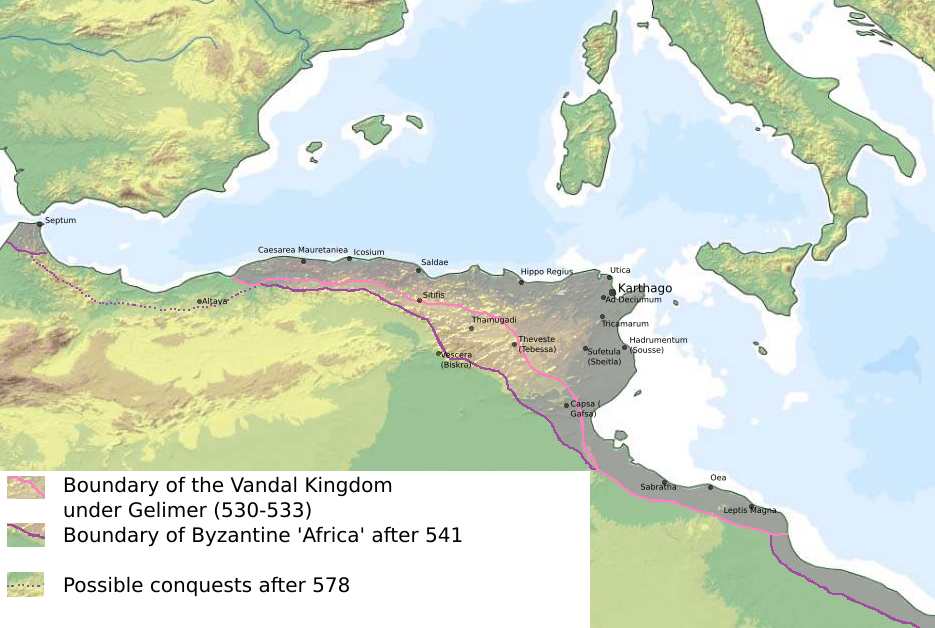
Das oströmische/byzantinische Nordafrika im Vergleich zum späten Vandalenreich

Das zu diesem Zeitpunkt wie die anderen Provinzen des oströmischen Reiches als Prätorianerpräfektur organisierte Africa umfasste zunächst die vormals noch in vandalischer Hand verbliebenen Gebiete:
- Africa proconsularis / Zeugitana;
- den überwiegenden Teil der Byzacena;
- die Westhälfte Tripolitaniens;
- Korsika und Sardinien sowie
- die Küstenstreifen der Provinzen Mauretania Sitifensis und Numidia und
- den östlichen Küstenstreifen der Mauretania Caesariensis.

Anschließend wurden zurückerobert:
- die Spanien gegenüberliegende Nordspitze der Mauretania Tingitana;
- Gebiete der Provinzen Mauretania Caesariensis, Mauretania Sitifensis und Numidia im Landesinneren;
- die an den Chott el Djerid angrenzenden Teile der Byzacena;
- die an die Kyrenaika grenzende Osthälfte Tripolitaniens – zugleich Landverbindung zu Ägypten und möglicherweise
- der westliche Küstenstreifen der Mauretania Caesariensis sowie der sich hieran anschließende östliche Küstenstreifen der Mauretania Tingitana.

Zeitweilig gehörten auch Südspanien und die Balearischen Inseln dazu.

### Übernahme und Konsolidierung der vandalischen Herrschaftsgebiete

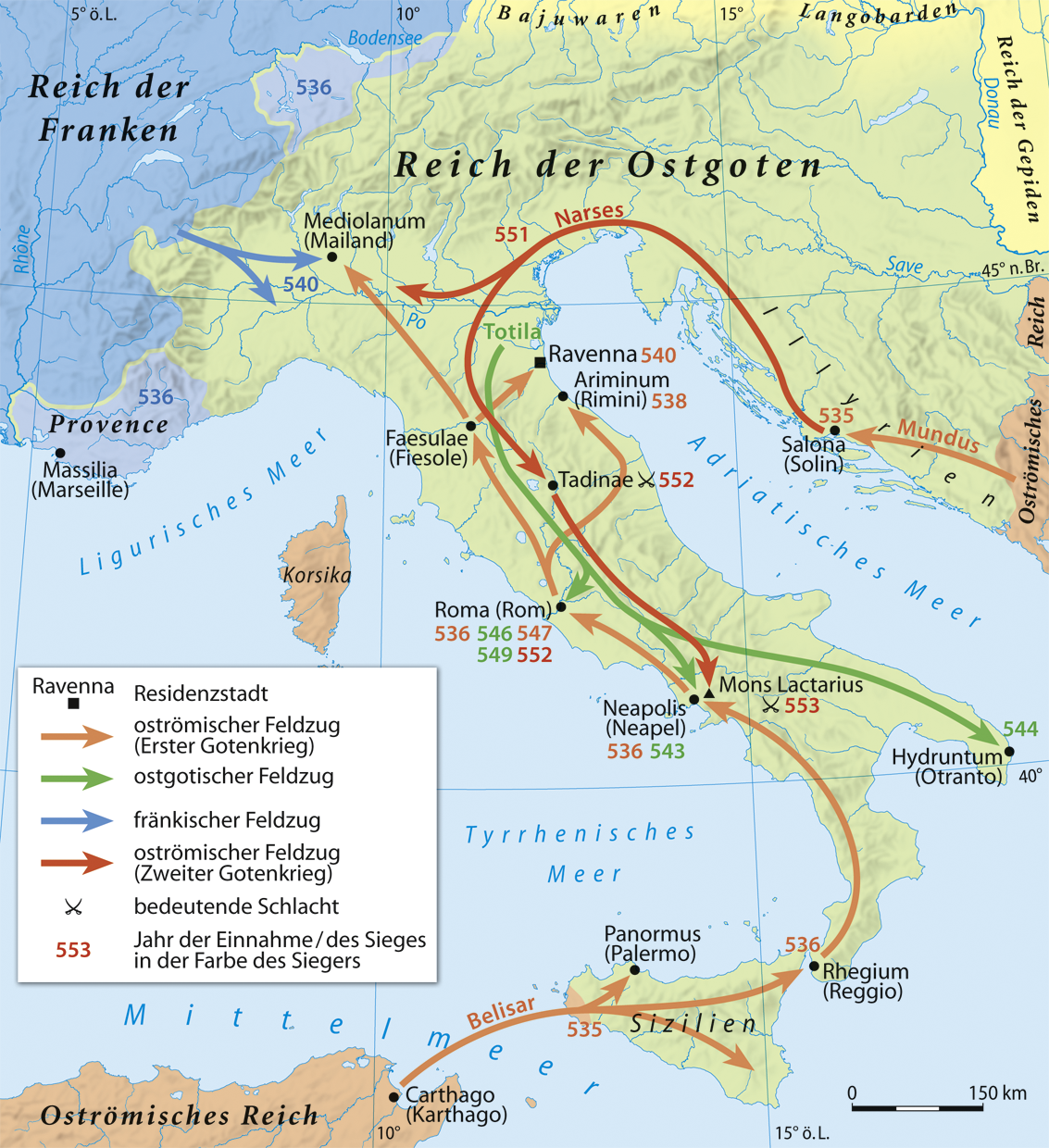
Das oströmische/byzantinische Nordafrika als Operationsbasis für den Gotenkrieg

Karthago wurde kurz nach Belisars Sieg erneut Hauptstadt der neu gegründeten Prätorianerpräfektur Africa. Belisar nutzte die von ihm eroberte Region 535 als Basis zum Angriff auf das gotische Sizilien, mit dem die Gotenkriege begannen. Viele Vandalen wurden nach Osten umgesiedelt und dort als Soldaten eingesetzt.
Die demgegenüber von Belisar als Bundesgenossen gewonnenen Berber sahen entsprechend ihrer Traditionen als Bündnispartner nicht das Reich, sondern Belisar als Person, weshalb sie nach Belisars Weggang aus Africa sofort die verbleibenden oströmischen Truppen angriffen, etwa in der Schlacht von Mammes und Bourgaon im Jahr 535.
Die vormals vandalischen Provinzen ihrerseits mussten nicht nur gegen die Berber gesichert und – soweit während des Vandalenkrieges von ihnen überrannt – erobert werden, sondern waren zunächst auch Schauplatz von Aufständen der verbliebenen Vandalen. Zum Teil schlossen sich diese mit unzufriedenen oströmischen Soldaten unter Stotzas zusammen, die wohl bis zu zwei Drittel der oströmischen Garnison Africas ausmachten. Ursächlich hierfür war zum einen die Agenda Justinians I., in Africa den detailgetreuen status quo ante wieder herzustellen. Hierzu gehörte ein Gesetz aus dem April 534, das den Nachfahren enteigneter römischer Landbesitzer das Recht gab, binnen fünf Jahren die Rückgabe gegenüber den Vandalen geltend zu machen. Hinzu kam, dass viele oströmische Soldaten wohl wegen dieses Gesetzes von ihren vandalischen Frauen dazu animiert wurden, sich in den vandalischen Domizilen niederzulassen statt gegen die Berber in den Kampf zu ziehen. Mit einem am 1. April 535 in Kraft getretenen Religionsgesetz verfügte Justinian die Rückübertragung jeglichen inzwischen arianischen Kirchenbesitzes an die katholische Kirche und untersagte Arianern, Juden und Donatisten die Religionsausübung sowie die Ausübung öffentlicher Ämter, wenngleich ein 535 in Karthago einberufenes Konzil sich mit den Fragen der Wiedereingliederung von apostatischem Klerus und der Anerkennung der von ihnen durchgeführten Taufen befasste.
Der Prätorianerpräfekt Solomon schuf durch den Beginn eines Festungsbauprogrammes die Voraussetzungen dafür, dass sich die oströmische Herrschaft trotz der inneren und äußeren Unruhen festigen konnte. Dies allein reichte noch nicht aus, um den durch die Religions- und Innenpolitik des Kaisers Justinian I. entfachten Widerstand zu überwinden; vielmehr wurde ausgerechnet Karthago 535/536 durch die eigene, meuternde Garnison geplündert.
Eine gewisse Konsolidierung setzte vor allem ab Ende 536 durch die Ernennung des Germanus zum magister militum ein, der 537 die Revolte des Stotzas beendete und anschließend die Verwaltung erfolgreich umorganisierte.

### (Rück-)Eroberung von Septem und von Gebieten im Landesinneren

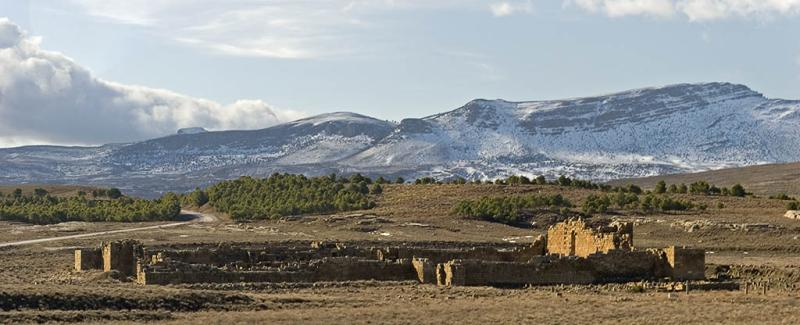
Reste des byzantinischen Forts von Thamugadi nahe dem Belezma-Gebirge, einem westlichen Ausläufer des Aures-Gebirges, in das die byzantinische Herrschaft ab 539 ausgedehnt werden konnte

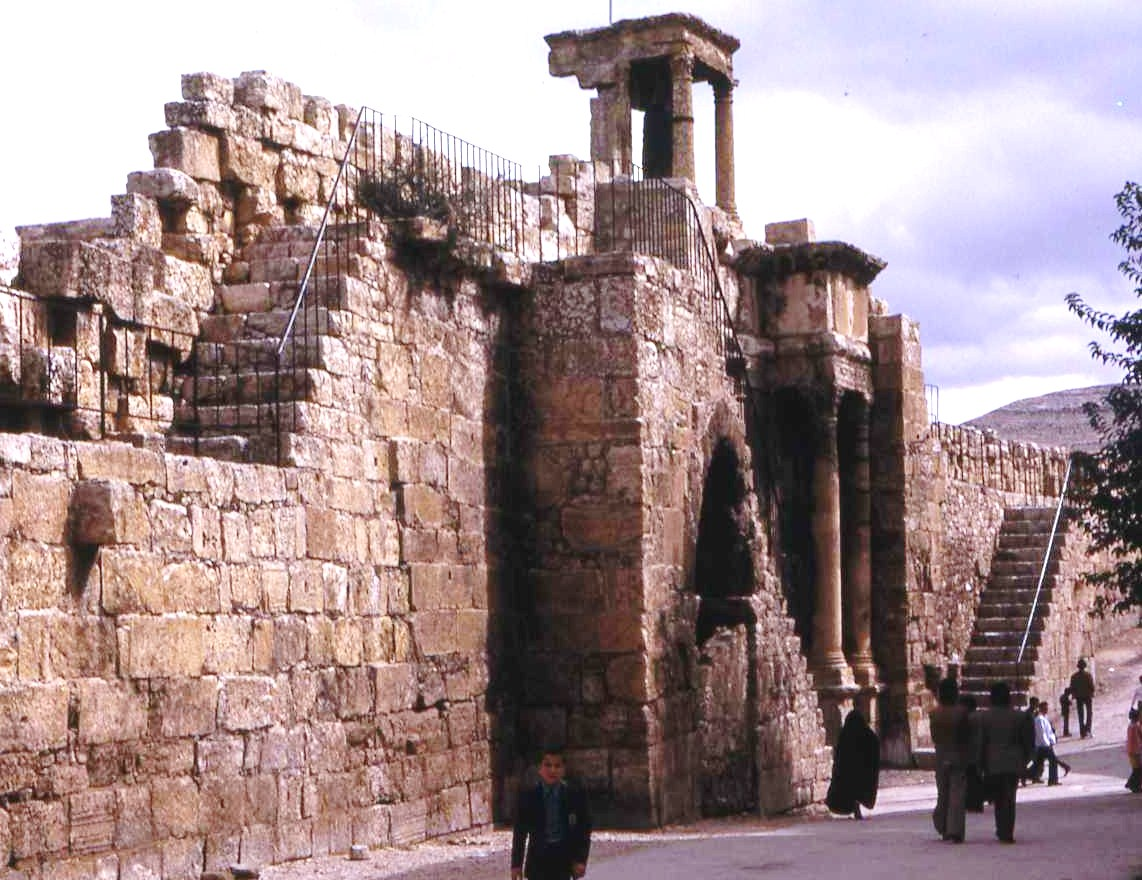
Ruinen der byzantinischen Stadtmauern von Theveste, eines der vielen unter Solomon zurückeroberten und befestigten Gebiete

Bereits Belisar hatte 534 unmittelbar nach seinem Sieg über die Vandalen den zumindest zu diesem Zeitpunkt nicht mehr unter vandalischer Herrschaft stehenden traditionellen römischen Legionsstandort Septem erobert. Der Umfang weiterer Eroberungen in der Mauretania Tingitana ist nicht bekannt, vor allem weil die Beibehaltung römischer Kultur und lateinischer Sprache keinen zwingenden Rückschluss auf eine oströmische Rückeroberung zulässt. Als einigermaßen gesichert kann die Inbesitznahme von Tingis, dem heutigen Tanger, gelten.
Viel wichtiger als die Inbesitznahme des westlichen Außenpostens war es, mit Numidien die Region des Aurès-Gebirges und die nördlich angrenzenden Gebiete unter Kontrolle zu bringen. Dieser Provinz kam mit dem Gebirgskamm schon zur klassischen Römerzeit eine besondere Rolle zur Verteidigung zu und sie stellte zugleich den äußeren Rand des landwirtschaftlich nutzbaren Raumes gegenüber der Sahara dar, womit ihr südwestlicher Rand eine natürliche Grenze darstellte. Dies sollte Aufgabe des 539 wieder nach Africa berufenen Prätorianerpräfekten Solomon werden. Die dort siedelnden Berberstämme hatten sich 484, wenige Jahre nach dem Tod Geiserichs, vom Vandalenreich losgesagt, wobei ihr Oberhaupt Masties sich zum „Imperator“ eines römisch-berberischen Reiches ausrief. Sein Nachfolger Iaudas musste im Sommer 539 den Bau einer byzantinischen Festung durch Solomon in Timgad einschließlich einer Wiederaufsiedlung dieser Stadt hinnehmen. In den Jahren 539/540 unterlag er schließlich trotz eines aufsehenerregenden Hinterhaltes unter Nutzung von Bewässerungskanälen nach der Schlacht von Babosis und Zerboule gegen die Oströmer unter Solomon und musste in die angrenzende Mauretania Caesariensis fliehen. Einzelne Restgebiete dieses römisch-berberischen Reiches südlich des Aurès-Gebirgskamms hielten sich jedoch noch bis zur Eroberung durch die Araber 701. Zu einem nicht näher benannten Zeitpunkt (541?) folgte die Einverleibung der Regionen nördlich des Schott el Hodna, vor allem um die Stadt Sitifis, möglicherweise im Zusammenwirken mit dem Reich von Altava.
Von diesen von den römisch-berberischen Kleinkönigen zurückeroberten und wiedereingegliederten Regionen sollte vor allem Numidien bis kurz vor dem Ende der byzantinischen Herrschaft die Basis der beweglichen byzantinischen Truppen in Africa sein, nicht zuletzt aufgrund seiner Lage am mittleren Abschnitt der Grenze. Auch wenn die Vorgabe von Justinian I. nicht vollständig umgesetzt wurde und große Teile im Landesinneren der drei mauretanischen Provinzen der kaiserlichen Kontrolle entzogen blieben, stellten die Rückeroberungen eine Verdopplung des oströmischen Staatsgebietes im ehemals weströmischen Afrika dar und verkürzten zugleich die Grenze. In der Folgezeit wurden diverse Festungen sowohl an der Grenze als auch innerhalb des oströmisch beherrschten Gebietes angelegt.
Sodann erfolgte eine Neugliederung der Verwaltung. So wurden die Küstengebiete der Mauretania Caesarensis und der Mauretania Sitifensis zu einer Provinz Mauretania Prima zusammengefasst, wohingegen die oströmischen Besitzungen in der Mauretania Tingitana zusammen mit den Balearen und gegebenenfalls auch Spania zur Provinz Mauretania Secunda zusammengefasst wurden. Die Gebiete im Landesinneren der Mauretania Sitifensis hingegen wurden wohl 553/555 Numidien zugeschlagen.

### Zeitweilige Erschütterung der oströmischen Herrschaft 543–548
Im Jahre 543 erreichte die Justinianische Pest über den Seeweg die Städte Africas und breitete sich über die Handelswege innerhalb der Provinz aus. Diejenigen Berber, die ihre traditionellen Lebensgewohnheiten bewahrten, blieben hiervon verschont. Soweit sie dem oströmischen Reich feindlich gesinnt waren, warteten sie das Abklingen der Epidemie ab und erhoben sich anschließend. Hiermit einher ging eine Reihe von Revolten reichsangehöriger Berber unter ihrem Anführer Antalas, der durch die Ermordung seines Bruders und durch seine Streichung von der byzantinischen Gehaltsliste befeuert wurde. Höhepunkt dieses Aufstandes war eine aufsehenerregende byzantinische Niederlage im Frühjahr 544 bei Cilium (heute Kasserine), die den Prätorianerpräfekten und Feldherrn Solomon das Leben kostete. Die Folge waren weitere Aufstände von Berbern und Vandalen unter Guntarith, einem vandalischen Adeligen, der bislang ebenfalls in byzantinischen Diensten gestanden hatte. Weder der neue Prätorianerpräfekt Sergius, noch der neue magister militum Areobindus vermochten, der Lage Herr zu werden. Erst unter der Führung des magister militum Johannes Troglita gelang es, 546 vandalische Restaurationsversuche unter Guntarith und Stotzas dem Jüngeren zu vereiteln. Die oströmischen Feldzüge zwischen 544 und 547 führten anfangs in Tripolitanien zu Misserfolgen, aber auch zu einem Vorstoß bis nach Ghirsa im Landesinneren, der damit einhergehenden Zerstörung dieses kulturellen Zentrums des Berberclans der Leuathae (zur Stammesgruppe der Zanata gehörend). Schließlich gelang es den oströmischen Truppen 548, auf den „Feldern des Cato“ die Berber unter Antalas entscheidend zu schlagen und wieder zu unterwerfen.

### Friedensjahre (548–569)

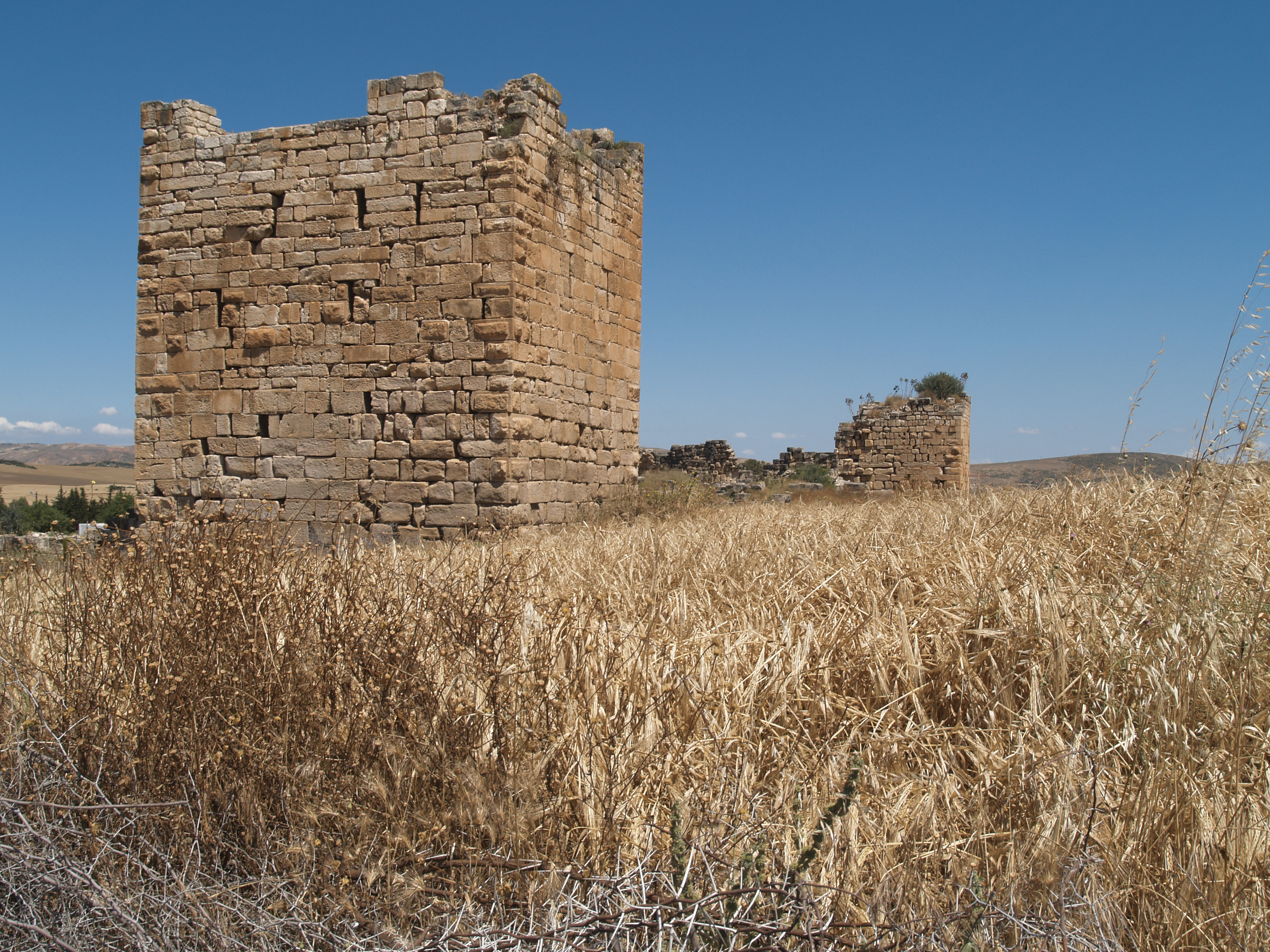
Ruinen der wohl nach dem Tod von Justinian I. errichteten Binnenfestung von Thignica (Aïn Tounga) unweit von Dougga

Nach diesem Sieg des Johannes Troglita existieren bis weit über dessen Tod (552) hinaus keine Aufzeichnungen über Kämpfe in Africa. Die Prätorianerpräfektur Africa wurde 552/553 durch die vorübergehende Besetzung Korsikas und Sardiniens in den Gotenkrieg hineingezogen, wovon aber das afrikanische Festland verschont blieb. Lediglich im Dezember 562 kam es zu einer lokalen Revolte, als der seit den Zeiten des Johannes Troglita reichstreue Berberführer Cusina ermordet wurde, als er sein Entgelt in Empfang nehmen wollte. Dies führte zu einem Aufstand unter der Führung seiner Söhne, zu deren Bekämpfung vorübergehend ein Expeditionsheer aus dem oströmischen Kernland entsandt werden musste. Der für die Ermordung und die damit einhergehenden Unruhen verantwortlich gemachte Prätorianerpräfekt Johannes Rogathinus wurde 564 abgesetzt und 564 oder 565 ein Nachfolger namens Thomas ernannt. Dieser Nachfolger konnte in Verhandlungen die Loyalität des betroffenen Berberstammes wieder herstellten. Der Tod Kaiser Justinians im Jahre 565 brachte für das oströmische Africa zwar Veränderungen, aber keine Zäsur. Nachgewiesenermaßen wurden neue Befestigungsanlagen erbaut, so in den Jahren 565–569 die Festung Thubursicu Bure und zur gleichen Zeit möglicherweise auch die Festung Thignica. Außerdem prägte der Ausbau von diplomatischen Beziehungen zu den zum Christentum konvertierenden Garamanten im Fessan und den Makkuriten (vermutlich in Mauretania) die Jahre 565–569.

### Kämpfe mit dem römisch-berberischen Reich von Altava (570–579)

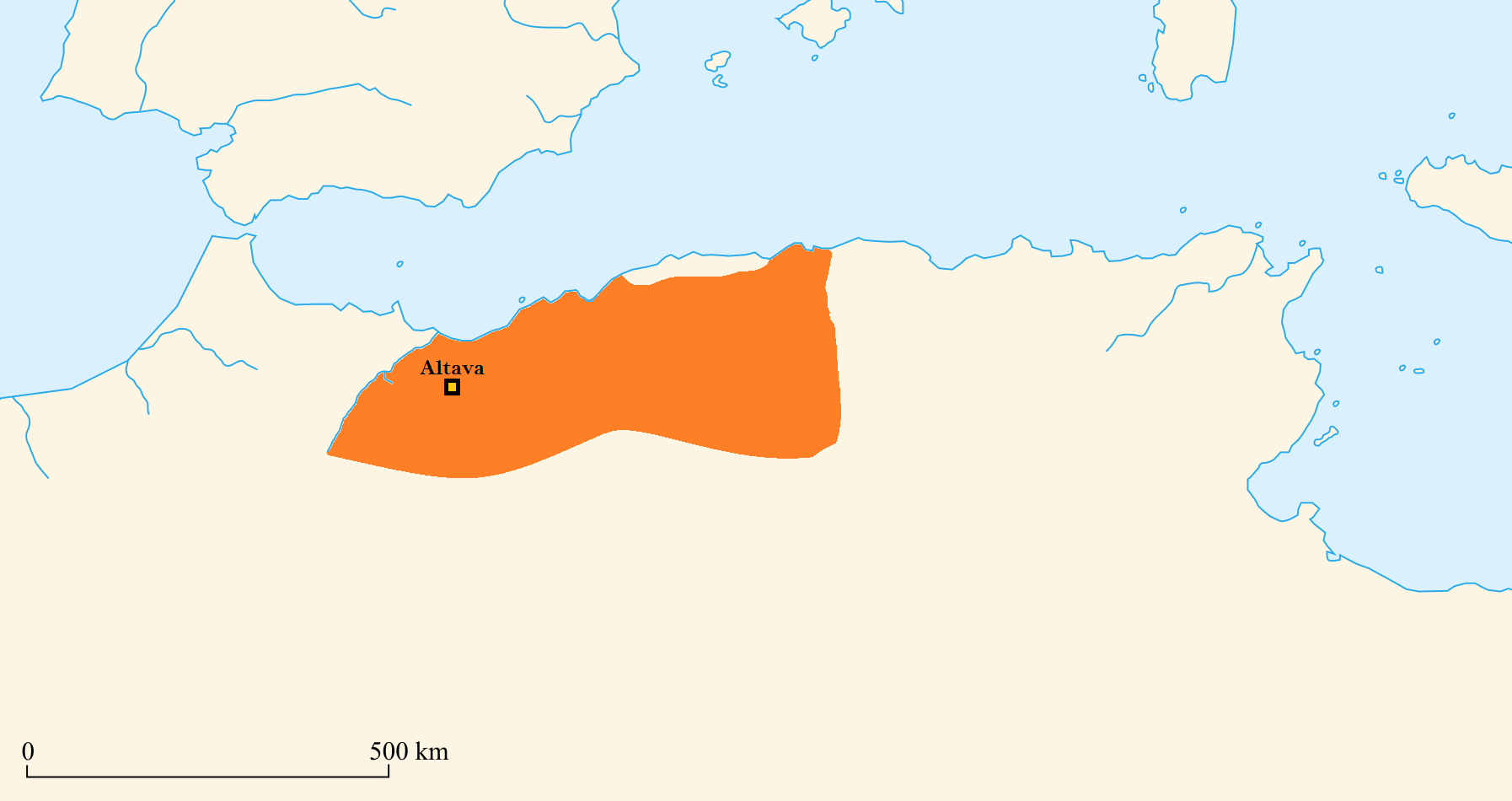
Das römisch-berberische Reich von Altava vor 578 umfasste die gesamte Mauretania Caesarenis mit Ausnahme eines byzantinischen Küstenstreifens im Osten, und darüber hinaus landesinnere Teile der Mauretania Sitifensis und der Mauretania Tingitana

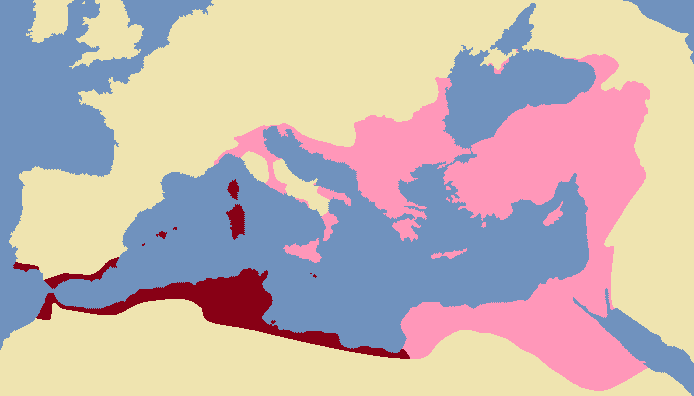
Dunkelrot: mögliche byzantinische Gebiete im Maghreb am Ende des 6. Jahrhunderts, sofern Eroberungen von Gebieten des Reiches von Altava zugrunde gelegt werden

Die Jahre des Friedens endeten 569/570, als es zu einem Konflikt mit dem Reich von Altava kam – welches sich vormals vermutlich gemeinsam mit dem oströmischen Reich auf Kosten der übrigen Kleinstaaten ausgedehnt hatte. Zu diesem Zeitpunkt umfasste es vor allem die Mauretania Caesarensis mit Ausnahme des byzantinischen Küstenstreifens im Osten und war damit der bedeutendste und größte der römisch-berberischen Staaten.
Die Ursachen dieser Konfrontation mit dem oströmischen Reich nach über 30 Jahren eher friedlicher Beziehungen sind nicht bekannt. Möglicherweise waren die Ursachen ähnlich wie bei den vorangegangenen Berberkriegen und/oder eine gewisse Machtfülle, die das Reich von Altava zu dieser Zeit hatte. Die Verfolgung von Donatisten und anderer religiöser Minderheiten im oströmischen Reich ist angesichts der donatistischen Hochburgen in Westmauretanien und dem damit einhergehenden Einfluss auf das Reich von Altava auch nicht gänzlich von der Hand zu weisen, wenngleich Quellen zu einer gesteigerten Verfolgung aus der Zeit bis 569/570 nicht vorliegen.
In dieser Zeit wurde jedenfalls der Prätorianerpräfekt Theodor von Berbern aus dem Reich Altava getötet. Um 570/571 gelang es dem König von Altava, Garmules, mit Theoctistus und Amabilis zwei magistri militiae zu besiegen und zu töten. Sein Vorgehen stellte, verbunden mit den Angriffen der Westgoten auf die Provinz Hispania ulterior und dem bereits 568 begonnenen Einfall der Langobarden in Italien, eine Bedrohung der oströmischen Macht im gesamten westlichen Mittelmeerraum dar. Tiberios I. berief – entweder noch in seiner Funktion als Caesar oder schon als Kaiser – Thomas erneut in das Amt des Prätorianerpräfekten und den fähigen General Gennadius zum magister militum, um den Feldzügen des Garmules ein Ende zu bereiten. Hierbei übertrug der Kaiser Gennadius einige zivile Kompetenzen, womit er Teile der Reformen seines Nachfolgers vorwegnahm. Möglicherweise verstärkte der Kaiser die oströmische Garnison in Africa, indem er Teile der 15.000 Söldner dorthin verlegte, die wohl zuvor unter seiner Herrschaft neu ausgehoben worden waren. Dafür spricht, dass der Kaiser durch einen Sieg über die Perser in der Schlacht bei Melitene im Jahre 576 einen hierfür erforderlichen Handlungsspielraum hatte.
Über die nachfolgenden Kämpfe ist nur bekannt, dass die Vorbereitungen lang und gründlich waren, der Feldzug Ende 577 begann und Garmules 578 oder 579 Schlacht und Leben verlor.

### Einverleibung des römisch-berberischen Reiches von Altava?
Bislang ist nicht geklärt, ob das Gebiet von Altava oder zumindest der Küstenstreifen in der Folge dem Oströmischen Reich einverleibt wurde. Lediglich der Ausbau von byzantinischen Festungen durch Gennadius wird thematisiert, nicht jedoch deren Orte. Die Frage der Einverleibung von Teilen des Reiches von Altava in das oströmische Herrschaftsgebiet ist jedenfalls noch nicht erforscht, weshalb derzeit nur Argumente für oder gegen die These herangezogen werden können.
| Keine weitere Expansion | Einverleibung der Küstengebiete | Eroberung/Unterwerfung des gesamten Staatsgebietes |
| --- | --- | --- |
| - Es liegen keine Quellen über den Bau von byzantinischen Festungen auf dem Gebiet des vormaligen römisch-berberischen Reiches von Altava vor. - Die Quellenlage bezüglich der Eroberung von Gebieten des Reiches von Altava ist dürftig. - Es sind keine weiteren Kämpfe in diesem Teil des byzantinischen Maghrebs bekannt. Es erscheint eine Anknüpfung an die vormals friedlichen Beziehungen zwischen dem römisch-berberischen Reich von Altava und dem oströmischen Reich denkbar. Da sich das oströmische Reich seit 572 wieder im Krieg mit Persien befand, liegt ein Ausgleich nahe, um so die möglichen Verstärkungen wieder nach Osten abzuziehen, zumal der Friedensverhandlungen zugeneigte persische Großkönig Chosrau I. 579 starb. - Die Bewahrung des römischen Charakters lässt ebenso wie bei den weiter westlich gelegenen Städten keinen Rückschluss auf die Wiederherstellung römischer Herrschaft zu. Genauso sind enge kulturelle und wirtschaftliche Beziehungen denkbar, zumal dies in der Antike sogar zwischen nachweislich existenten Staaten nicht unüblich war. | - Von dem Fehlen byzantinischer Festungsruinen kann nicht auf das Fehlen byzantinischer Herrschaft geschlossen werden. Westlich von Setif und Tobna existieren keine als byzantinisch identifizierten Festungsruinen, obwohl die byzantinische Herrschaft sich nachweislich an der Küste über Caesarea hinaus weiter nach Westen erstreckte. Eine Übernahme von altavischen Festungen könnte unter Umständen den Bau von weiteren byzantinischen Festungen entbehrlich gemacht haben. - Unter den oströmischen Kaisern bis einschließlich Maurikios bestand der Anspruch, alle ehemalig weströmischen Gebiete wieder unter kaiserliche Kontrolle zu bringen. Dies wurde im Bereich des Machbaren auch umgesetzt. - Für die Herrschaft über den Küstenstreifen war eher eine starke Flotte nötig, über die das byzantinische Reich verfügte. - Der Fortbestand eines größeren römisch-berberischen Staates wäre eine dauerhafte Bedrohung und damit eine Quelle weiterer Konflikte geblieben. Diese Bedrohung ist nachweislich beseitigt worden, wofür eine Schwächung bereits ausreichte. − Über Kämpfe wird auch aus den übrigen Teilen des byzantinischen Maghrebs bis zum ersten Vorstoß der Araber nichts berichtet. | - Gennadius standen für eine vollständige Beseitigung eine große Zahl von Truppen zur Verfügung, die möglicherweise sogar noch aus dem Altreich verstärkt wurden. Zudem stand er ausweislich der Truppenverstärkung im Fokus des Kaisers, was um so bemerkenswerter ist, als dass sich das oströmische Reich zu diesem Zeitpunkt im Krieg mit seinem Hauptfeind Persien befand. - Gemessen an den aufwändigen Vorbereitungen war der Feldzug erstaunlich schnell erfolgreich. - Die Angaben zu den nachfolgenden Kämpfen mit den Berbern bis 584 weisen einen zeitlichen Zusammenhang zu dem kurzen schnellen Feldzug gegen den altavischen König Garmules auf und könnten sich auf eine Beseitigung von Widerstandsnestern beziehen. − Gegebenenfalls wird sich Gennadius damit begnügt haben, das Reich von Altava zerschlagen zu haben und seine Oberhoheit durch die Splitterstaaten anerkennen zu lassen. |

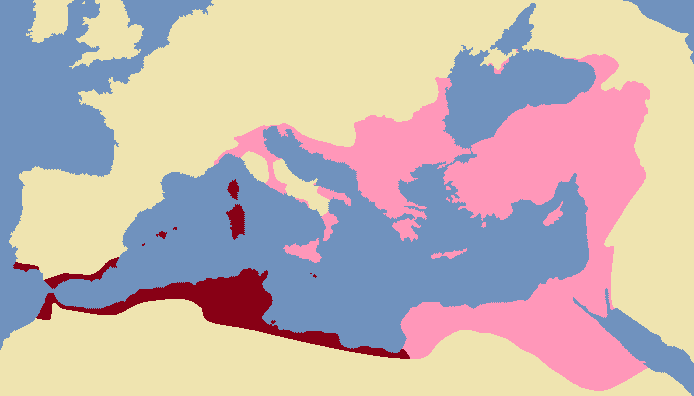
Dunkelrot: mögliche byzantinische Gebiete im Maghreb am Ende des 6. Jahrhunderts, sofern Eroberungen von Gebieten des Reiches von Altava zugrunde gelegt werden

### Die letzten Jahre der Prätorianerpräfektur
Aus der Zeit nach dem Feldzug des Gennadius gegen das Reich von Altava ist nur aus den Ausführungen des Theophylaktos Simokates ein Abklingen der Kämpfe mit den geschwächten „Berbern“ 584 und ein erneutes Aufflammen in „ganz Afrika“ 587 bekannt. Aufgrund dieses Zustandes sei sodann die Zusammenlegung ziviler und militärischer Befugnisse notwendig geworden.

### Bekannte Prätorianerpräfekten
| Amtszeit           | Name                | Bemerkungen |
| ------------------ | ------------------- | --- |
| 534                | Archelaus           | |
| 534–536            | Solomon             | |
| 536–539            | Symmachus           | |
| 539–544            | Solomon (nochmals)  | in Personalunion auch magister militum und damit Prototyp der späteren Exarchen, gefallen 544 in der Schlacht von Cilium |
| 544–545            | Sergius             | |
| 545–548 (ggf. 550) | Athanasius          | |
| 552                | Paul                | |
| 558                | Johannes            | |
| 560–561            | Boethius            | |
| 563                | Johannes Rogathinus | wegen der Ermordung des loyalen Berberführers Cusina seines Postens enthoben                                             |
| 563–565            | Thomas              | |
| 570                | Theodor             | durch Berber aus dem Reich von Altava entweder im Kampf getötet oder ermordet                                            |
| 574–578            | Thomas (nochmals)   | |
| 582                | Theodor             | |

## Das Exarchat von Karthago 591–698

Während die Balkanhalbinsel von Awaren und Slawen verwüstet wurde und persische Truppen die Orientprovinzen besetzten, waren die Verhältnisse in Africa Anfang des 7. Jahrhunderts zumindest relativ stabil.

Die Verteidigung der eroberten Gebiete belastete nicht nur in Nordafrika die Ressourcen des Reiches. Die ständige Bedrohung, viel mehr noch in Italien durch die Langobarden und in Südspanien durch die Westgoten, zwang Ostrom zur Dezentralisierung ziviler und militärischer Macht in den eroberten Gebieten, zumal das Altreich mit der Abwehr der Awaren und Slawen auf dem Balkan sowie seit 572 auch wieder der persischen Sassaniden in Kleinasien, Armenien und Syrien auch in seinem Kernland einigen Bedrohungen ausgesetzt war. Die Sicherung der reichen Orientprovinzen musste Vorrang vor dem Halten der justinianischen Eroberungen im Westen haben.
Unter diesen Rahmenbedingungen schuf Maurikios die Exarchate von Karthago und Ravenna, um seinen Statthaltern in diesen nun weitgehend auf sich gestellten Gebieten möglichst große Handlungsfreiheit zu gewähren. Damit räumte er ihnen de facto die Befugnisse von Vizekönigen ein. Während man im spätantiken Römerreich seit dem frühen 4. Jahrhundert zivile und militärische Kompetenzen getrennt hatte und daran im oströmischen Kernland auch bis Mitte des 7. Jahrhunderts festhielt, wurde dieses Prinzip in den westlichen Besitzungen nun aufgegeben. Diese Bündelung der Befugnisse nebst den offensichtlich stabilen Verhältnissen in der wirtschaftlich stärksten Provinz des ehemaligen Westreiches führte zu einer Eigendynamik, die – durch chaotische Zustände in anderen Teilen des Reiches begünstigt – zu Revolten gegen die kaiserliche Zentralgewalt führte. Diese Entwicklung fand mit dem Auftreten der Araber ein Ende, rund ein halbes Jahrhundert vor dem endgültigen Ende der byzantinischen Herrschaft auf dem afrikanischen Kontinent.

### Das Exarchat von 591 bis 642

#### Die Anfangszeit unter Maurikios

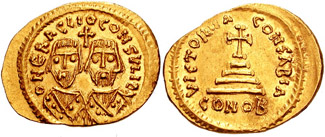
Solidus des Exarchen von Karthago Herakleios aus dem Jahr 608, der ihn und seinen gleichnamigen Sohn als Konsuln zeigt

In der Provinz Africa wurde die Trennung von zivilen und militärischen Kompetenzen aufgrund kriegerischer Ereignisse schon zu Lebzeiten von Justinian I. wiederholt durchbrochen, vor allem im Falle von Solomon als Prätorianerpräfekt und Gennadius als magister militum. Insoweit war die Gründung der Exarchate durch Maurikios lediglich eine Institutionalisierung dessen, was sich in Krisenzeiten bereits bewährt hatte. Die Gründung des Exarchats bedeutete in Africa, dass Gennadius auch die übrigen zivilen Befugnisse des Prätorianerpräfekten übertragen wurden und dass dieses Amt nun dem Exarchen untergeordnet wurde – ein Vorgang, der zwischen dem 6. Mai 585 und Juli 591 erfolgt sein muss.
Gennadius konnte in seiner Amtszeit als erster Exarch (591–598) Siege gegen die Berber erzielen, so 591 und in Tripolitanien 595. Dies, verbunden mit seinem vormaligen Sieg über Altava, bescherte der Provinz Africa jahrzehntelangen Frieden und Wohlstand. Dies liegt zumindest wegen des Fehlens gegenteiliger Aufzeichnungen oder entsprechender archäologischer Funde aus dem Zeitraum nahe. Zudem war der heutige Maghreb schon zu römischen Zeiten eine Region, deren lange Grenze mit nur einer Legion gesichert werden musste und seit jeher als unproblematisch galt. Lediglich eine erneute Pestepidemie im Jahre 599/600 wird in den schriftlichen Quellen erwähnt, die aber wohl weniger gravierend war als die erste Welle der „Justinianischen Pest“. Ebenfalls bekannt ist, dass am Ende des sechsten Jahrhunderts die Region Tripolitanien aus dem Exarchat von Karthago ausgegliedert und dem byzantinischen Ägypten angegliedert wurde. Kaiser Maurikios hatte somit aufgrund der Gesamtlage in Africa den Rücken frei, um mit Persien einen vorteilhaften Frieden auszuhandeln (siehe Römisch-Persische Kriege) und anschließend den Awaren und Slawen entgegenzutreten (siehe Balkanfeldzüge des Maurikios).

#### Stabilitätsanker während des letzten römisch-persischen Krieges
Auch als sich anschließend unter Kaiser Phokas die Lage in weiten Teilen des Reiches massiv verschlechterte, waren die Verhältnisse in Africa sehr viel stabiler. Herakleios der Ältere, vermutlich Nachfolger von Gennadios und wohl noch im Alter von über 60 Jahren von Maurikios zum Exarchen ernannt, konnte Münzen prägen und Söldner anwerben.
In diesem Zeitraum könnte lediglich das abgelegene Ceuta (vorübergehend) von den Westgoten erobert worden sein (616). Herakleios der Ältere war zunächst möglicherweise im Verbund mit den Sanhādscha und Zanata in Kämpfe gegen andere Berberstämme – vor allem nahe dem Aurès und möglicherweise auch nahe dem ehemaligen Reich von Altava – verwickelt.
Als Herakleios der Ältere und sein gleichnamiger Sohn Herakleios 608 gegen den Kaiser revoltierten, fachten sie zunächst den Unmut in Konstantinopel gegen Phokas an, indem sie ein Getreide- und (Oliven-)Ölembargo verhängten und die Versorgung der Hauptstadt mit diesen Grundnahrungsmitteln deutlich reduzierten. Sodann entsandten sie im Herbst 609 ihren Neffen/Cousin Niketas mit einem Heer nach Ägypten, das er im Frühjahr 610 unter seine Kontrolle brachte. Im Frühling/Sommer 610 segelte nun Herakleios (der Jüngere) mit einer überwiegend mit Berbern bemannten Flotte nach Konstantinopel, wo er vom 2. bis zum 5. Oktober 610 Phokas stürzte und öffentlich hinrichten ließ.
Bemerkenswert an dieser Usurpation ist, dass Africa seiner Truppen entblößt werden konnte, ohne sofort in militärische Gefahr zu geraten – ein Zustand, der 533–548 undenkbar gewesen wäre. Wenige Jahre später erwog Herakleios während des letzten und größten Perserkriegs (603 bis 628) als regierender Kaiser sogar in Anbetracht der persischen Truppen auf der asiatischen Seite des Bosporus, die Hauptstadt des Reiches von Konstantinopel nach Karthago zu verlegen. Dies belegt die Stabilität und Machtfülle des Exarchats von Africa in dieser Zeit eindrucksvoll. Diese Pläne wurden dem Kaiser jedoch durch Sergios I., den Patriarchen von Konstantinopel, ausgeredet. Im weiteren Verlauf des Krieges besetzte das persische Sassanidenreich zwar für gut ein Jahrzehnt Ägypten einschließlich der Kyrenaika, doch stießen die Perser nicht nach Tripolitanien vor, vermutlich in Ermangelung der nötigen logistischen Kapazitäten und der Fähigkeit zu Operationen in wüstenhaftem Gelände. Konstantinopel hingegen trotzte 626 seiner ersten Belagerung und Herakleios besiegte die Sassaniden 627/628 endgültig, womit auch für das Exarchat von Karthago die vorübergehende Bedrohung beseitigt wurde.
Ansonsten ist über die Verhältnisse im byzantinischen Afrika bis 633 wenig bekannt, außer, dass der Handel mit dem östlichen Mittelmeerraum insgesamt nach einem beständigen Anstieg bis zum Ende des 6. Jahrhunderts wieder zurückging, was sicherlich durch die Eroberungen der Perser und später der Araber im östlichen Mittelmeerraum und die damit einhergehenden Auswirkungen auf die entsprechenden Absatzmärkte beschleunigt wurde.

### Abwehrkampf gegen die Araber
Im Rahmen der Islamischen Expansion fand die byzantinische Herrschaft im Maghreb nach zähen Kämpfen ihr Ende. Anders als in Kleinasien, wo die arabischen Angriffe letztlich abprallten, kam es binnen eines guten halben Jahrhunderts zur Eroberung der südlichen Mittelmeerhälfte durch die Araber. Dafür verantwortlich waren ungenügende Vorkehrungen, eine im Wesentlichen mangelhafte Koordination mit Berbern und dem byzantinischen Kernland – die vor dem Hintergrund der monotheletischen Streitigkeiten – zu denen auch der afrikanische Widerstand gegen kaiserlich verordnete Zwangskonversionen von Juden gehörte – in einer gescheiterten Sezession gipfelten – und zu einem geringeren Anteil auch die geografischen Gegebenheiten. Der Vorgang wurde zudem durch die Kämpfe des Reiches in den übrigen Provinzen begünstigt, wobei insbesondere ein starker arabischer Druck auf Kleinasien, aber auch der Einfall der Protobulgaren in die unteren Donauprovinzen bedeutsam sind. Es wird auch die Auffassung vertreten, dass die im Vergleich zu den römischen Festungen kleineren byzantinischen Festungen nur gegen Stammesaufstände und Angriffe von Berbern, nicht aber gegen größere Heere wirksam gewesen seien, was allerdings durch die erheblichen Schwierigkeiten widerlegt wird, die die Araber vor allem in Numidien bei ihrem Vormarsch hatten.
Vor allem aber war Ostrom/Byzanz nach mehreren Jahrzehnten des Krieges gegen das Sassanidenreich wirtschaftlich, finanziell und militärisch vollkommen erschöpft, zumal die Kämpfe in erster Linie auf oströmischem Territorium stattgefunden hatten. So war auch die oströmische Armee nach den langen Kriegen gegen die Perser aus finanziellen Gründen demobilisiert worden und benötigte eine lange Vorlaufzeit, um wieder aktiviert zu werden. Dies begünstigte die raschen arabischen Erfolge ganz erheblich.

#### Zentrifugale Tendenzen im Angesicht der neuen Bedrohung

Die islamische Expansion:
Ausbreitung unter dem Propheten Mohammed, 622–632
Ausbreitung unter den vier „rechtgeleiteten Kalifen“, 632–661
Ausbreitung unter den Umayyaden, 661–750

Erstmalig mit der islamischen Expansion konfrontiert wurde Africa 633, als sich Peter, der Exarch von Karthago, auf Anraten des griechischen Mönches Maximus Confessor einer Anweisung von Herakleios widersetzt haben soll, Truppen zur Unterstützung des Abwehrkampfes in Ägypten zu entsenden. Auch nach der Eroberung Ägyptens durch die Araber nahm man im Exarchat die Bedrohung wohl noch immer nicht mit der nötigen Ernsthaftigkeit zur Kenntnis. Mit hoher Wahrscheinlichkeit war das Ausbleiben persischer Angriffe 619–627 und die Überschätzung der Unwirtlichkeit der zwischen Ägypten und Africa liegenden Landschaften (vor allem der Surt) dafür ursächlich. Flüchtlinge aus Ägypten waren aus der Zeit der Besetzung durch persische Truppen ebenfalls bereits bekannt. Hinzu kam, dass kein Rückzug byzantinischer Truppen entlang der libyschen Küste in den 640er Jahren überliefert ist. Auf eine Verteidigung gegen einen Landangriff aus dem Osten war das Exarchat nicht vorbereitet. Es wurden keine Festungen an der Grenze des zum byzantinischen Ägypten gehörenden Tripolitanien gebaut, vergleichbar der im Afrikafeldzug des Zweiten Weltkrieges genutzten Mareth-Linie. Auch wurde im gesamten Reich immer noch nach einem operativen Konzept zum erfolgreichen Kampf gegen die Araber gesucht.
Die ersten arabischen Expeditionen führten der Emir ʿAmr ibn al-ʿĀs und sein Neffe ʿUqba ibn Nāfiʿ 642/43 von dem gerade eroberten Ägypten aus nach Westen. Vorstöße in die Kyrenaika und nach Tripolitanien begegneten kaum Widerstand, die byzantinische Kontrolle beschränkte sich dort ohnehin auf wenige Küstenstützpunkte, von denen Oea (heute Tripolis) und Sabratha geplündert wurden, wobei die Belagerung von Oea längere Zeit in Anspruch genommen zu haben scheint. Nachdem die Araber 646 zum zweiten Mal Alexandria erobert hatten, wurde die Schwäche des Byzantinischen Reiches im südlichen Mittelmeer offenkundig. Der sich hieraus ergebende Dominoeffekt scheint in Karthago trotz einer erheblichen Zahl von Flüchtlingen aus Ägypten, zu dem ja seit rund 50 Jahren auch Tripolitanien gehörte, als ausschließliches Problem Ägyptens und des Altreiches im Allgemeinen verkannt worden zu sein. Dies wurde wohl noch durch die größere Aufmerksamkeit gegenüber bisherigen Feinden begünstigt, hier den Langobarden und ihrer Eroberung Liguriens ab 643, und durch die Notwendigkeit der arabischen Truppen, sich nach dem Sturm auf Tripolitanien zunächst neu zu organisieren, vor allem in logistischer Hinsicht.
646 rebellierte erneut ein Exarch gegen den Kaiser, ebenfalls vor dem Hintergrund der monotheletischen Streitigkeiten in Byzanz und in dem mutmaßlichen Irrglauben, die Kämpfe zwischen Arabern und Byzantinern in Ägypten würden beide Seiten von einem Angriff auf Africa abhalten. Gregor von Karthago, ein Verwandter von Herakleios’ Vetter Niketas, sagte sich vom Reich los und verlegte die Hauptstadt nach Sufetula/Sbeitla. Seine Machtfülle soll gemäß arabischen Quellen so groß gewesen sein, dass er rund 100.000 Berber habe aufbieten können, was aber kaum realistisch ist.
Die Araber hatten zwischenzeitlich wahrscheinlich von dem gescheiterten Plan des Herakleios im Jahr 633 erfahren, Truppen aus Africa zur Verteidigung Ägyptens abzukommandieren, und wollten wohl vermeiden, dass ein solches Vorhaben in der Zukunft in die Tat umgesetzt würde. Sie umgingen Oea, welches sich erneut gegen eine arabische Belagerung gewappnet hatte, und fielen aus Tripolitanien in das seit fast 100 Jahren von größeren Kämpfen verschonte Exarchat ein. Der rebellierende Exarch Gregor sammelte seine eigenen Truppen und seine Verbündeten bei der neuen Hauptstadt Sufetula, allerdings ohne Unterstützung aus dem byzantinischen Mutterland. Als er sich den von ʿAbdallāh ibn Saʿd geführten Arabern zur Schlacht stellte, habe er nach arabischen Quellen 120.000 bis 200.000 Mann aufbieten können (was wie bei vielen derart hohen Zahlangaben, allein aus logistischen Gründen, wohl deutlich übertrieben ist), verlor aber die Schlacht und möglicherweise auch sein Leben. Anschließend verwüsteten die Araber die nächsten 12 bis 15 Monate die Byzacena.

#### Tributzahlungen und erneute Angriffe

Mögliche Grenzen des Byzantinischen Reiches (orange) um 650 n. Chr.

Nach dem Erhalt eines hohen Lösegeldes, das ihre Begehrlichkeiten für diese reiche Provinz steigerte und damit langfristig das Gegenteil seines Zweckes bewirkte, zogen sich die Araber 648 nach Tripolitanien zurück. Unter dem neuen Exarchen Gennadios II. wurde die byzantinische Oberhoheit wiederhergestellt und die Hauptstadt des Exarchats nach Karthago zurückverlegt, zumal Gregor nur aus Furcht vor einer byzantinischen Strafexpedition den Verwaltungssitz in das Landesinnere nach Sufetula verlegt hatte. Dennoch blieb aufgrund der temporären Sezession ein über das allgemeine Misstrauen des Kaisers hinausgehender längerfristiger Vertrauensverlust gegenüber Africa. Die byzantinische Herrschaft wurde in den von den Arabern überrannten Gebieten des Exarchats wieder hergestellt, jedoch ist der Umfang dieser Wiederinbesitznahme strittig. Unterdessen griff die byzantinische Flotte muslimische Gebiete an der Mittelmeerküste an und eroberte zwischenzeitlich sogar die Barka-Region in der Kyrenaika zurück, wobei diese Aktivitäten spätestens nach der Schlacht von Phoinix 654 bzw. 655 ihr Ende fanden.
Der neue Exarch versuchte, die Araber durch Tributzahlungen ruhigzustellen, vermutlich in dem Irrglauben, die Araber seien ähnlich wie die Berber nicht an dauerhaften Eroberungen interessiert. Die entsprechende Steuerlast führte jedoch zu wachsendem Unmut in der Bevölkerung und auch bei Kaiser Konstans II. Zudem kam es möglicherweise zu einer Flucht- bzw. Abwanderungswelle aus Furcht vor einem erneuten arabischen Angriff.
Der wahre Grund für die rund 15-jährige Atempause des Exarchats lag jedoch nicht in den Tributzahlungen, sondern in innerislamischen Streitigkeiten um das Amt des Kalifen. Mit einer gescheiterten Invasion Siziliens und einem kleineren Raubzug in die Byzacena in den 650er Jahren wurde klar, dass die Araber den Westen nicht vergessen hatten. Unter dem Kalifen Muʿāwiya I. und seinem Feldherrn ʿUqba ibn Nāfiʿ wurden 661 größere Angriffe wieder aufgenommen, wenngleich zunächst nur als Raubzüge. Um 668 griffen Araber unter anderem die Insel Djerba und die gegenüber auf dem Festland liegende Stadt Gigthis an. Diese Ereignisse offenbarten das Unvermögen des byzantinischen Kaisers, eine wirksame Verteidigung für Africa zu organisieren. Die anschließende Ermordung Konstans’ II. löste 669 mehrjährige Aufstände auf Sizilien aus, die nicht nur ein Eingreifen weiterer byzantinischer Truppen in Africa verhinderten, sondern sogar Truppen aus Africa banden, womit gegenüber der neuen arabischen Invasion ein frühzeitiges Entgegentreten unmöglich wurde. ʿUqba ibn Nāfiʿ nutzte diese Situation und trat 669 zum eigentlichen Angriff an. Er schlug unterdessen ein vorgeschobenes Heerlager auf, welches als Gründung von Kairouan in die Geschichte einging und den arabischen Heeren nunmehr den ganzjährigen Verbleib ermöglichte. Während byzantinische Truppen nördlich von Kairouan Festungen in Sichtweite hielten, blieben sie untätig, womit die Regionen südlich davon den Angriffen der Araber schutzlos ausgeliefert waren, vor allem die Byzacena, wenngleich dies auf die Küstenstädte der Provinz wohl nicht ausnahmslos zutraf.
Während ʿUqba ibn Nāfiʿ Erfolge und (temporäre) Massenkonversionen der Berber zum Islam vorzuweisen hatte, gelang es ihm nicht, die byzantinischen Festungen im Norden zu erobern. Unterdessen musste der Kalif mit Kaiser Konstantin IV. aufgrund der gescheiterten Belagerung von Konstantinopel einen Waffenstillstand schließen, welcher die Entsendung von byzantinischen Verstärkungen nach Africa ermöglichte. Gleichzeitig wurde aufgrund des (selben?) Waffenstillstandes festgelegt, dass die Byzacena an die Araber abgetreten werden und die Araber im Gegenzug die Region Zeugitana räumen sollten. Weder dies noch erneute innerislamische Auseinandersetzungen hielten die Araber jedoch davon ab, ab 679 in Numidien einzufallen, der Region, die seit Salomon Africa strategische Tiefe und Rekrutierungspotential gab und deswegen insbesondere dem Feldherrn ʿUqba ein Dorn im Auge gewesen sein muss. Im Raum Lamasba (heute Mérouana), Lambaesis und Thamugadi errang er 682 Pyrrhussiege, welche ihn jedoch nicht von seinem Vorstoß zum Atlantik abhielten.
Einen beachtlichen Abwehrerfolg konnte der Exarch 683 erzielen, als ʿUqba ibn Nāfiʿ auf dem Rückweg vom Atlantik gegen die Berberstämme unter deren König Kusaila, byzantinische Truppen und verbündete Einheiten die Schlacht von Vescera verlor und dabei ums Leben kam. Die Sieger konnten sogar Kairouan einnehmen.

#### Der Untergang des Exarchats von Karthago

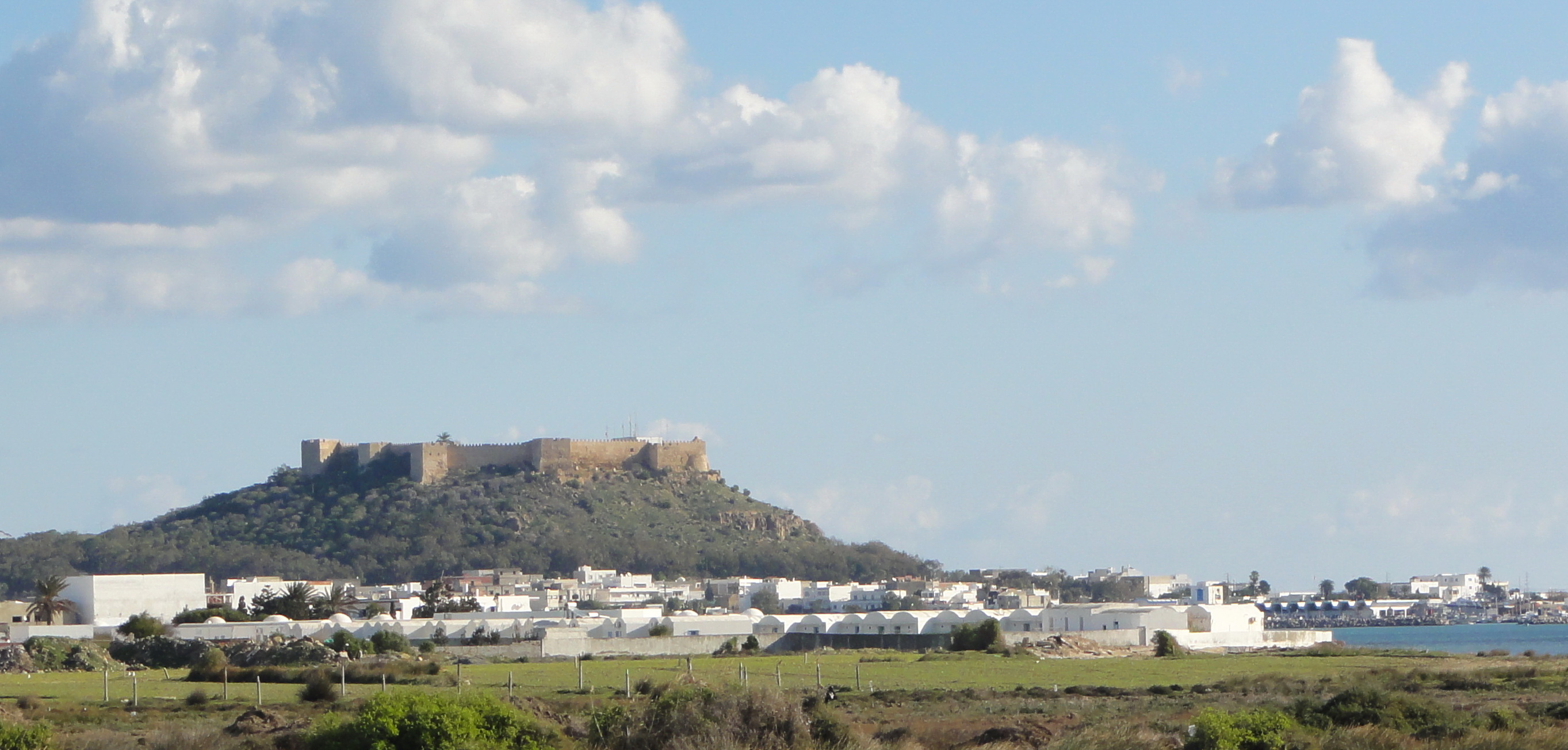
Clupea soll die letzte nach der Eroberung Karthagos von byzantinischen Truppen gehaltene Festung gewesen und erst später während der Osmanenzeit umgebaut worden sein.

Die geschlagenen Araber zogen sich ohne ihren gefallenen Feldherrn nach Ägypten zurück, was dem Exarchat und den Berbern eine Atempause verschaffte. Doch zwischen 686 und 688 besiegten arabische Heere bei Kairouan den Berberherrscher Kusaila und nahmen nach Auseinanderbrechen seiner Stammesallianz ihre Angriffe gegen das Exarchat wieder auf. Dieses war durch die bisherigen Auseinandersetzungen geschwächt und hatte die Erholungsphase nur ungenügend genutzt. Die militärischen Aktivitäten der Araber bedurften zunächst einer erneuten Eroberung Barkas, das aber vor 688 erneut von seegestützten byzantinischen Truppen eingenommen wurde.
In der ersten Hälfte der 690er-Jahre wurden die Angriffe auf Karthago und sein Umland wieder aufgenommen, allerdings durch die Berberführerin Kāhina behindert, die erst 701 bei Taharqa im Aures Schlacht und Leben verlor. Die Behauptung, das Exarchat habe Verstärkung auch durch die Westgoten, deren König ebenfalls einen Angriff der Araber befürchtete, erhalten, ist hingegen nicht belegt. 697/98 eroberte der arabische Feldherr Hassān ibn an-Nuʿmān mit 40.000 Mann zum ersten Mal Karthago und wurde durch Kāhina geschlagen.
Auf die Nachricht von der Eroberung Karthagos entsandte Kaiser Leontios die byzantinische Flotte unter dem späteren Kaiser Tiberios II. Die Flotte eroberte noch im selben Jahr Karthago zurück und kämpfte mit wechselndem Erfolg gegen die arabische Flotte, wich dann jedoch nach Kreta aus, um Verstärkungen aufzunehmen. Hierdurch gelang den arabischen Belagerern – die sich zunächst nach ihrer doppelten Niederlage in die Kyrenaika zurückgezogen hatten – im Zusammenwirken mit ihrer Flotte die Einnahme und Zerstörung der Stadt. Einzelne byzantinische Städte und Festungen an der Küste weiter westlich wurden wohl erst nach dem Sieg über Kāhina nach und nach erobert, so etwa Vaga. Außerdem sei Clupea (heute Kelibia) bei Kap Bon arabischen Quellen zufolge die letzte Stadt in byzantinischer Hand gewesen. Das weit abgelegene Septem hielt 706 einer arabischen Belagerung durch Mūsā ibn Nusair stand, soll aber spätestens durch ein Überlaufen des byzantinischen Statthalters Julian zu den Arabern gefallen sein, der deren Angriff auf das Westgotenreich 711 unterstützt haben soll. Ob dies tatsächlich der Fall war und ob Julian überhaupt eine historische Person war, ist allerdings unsicher.

### Bekannte Exarchen
| Amtszeit         | Name            | Bemerkungen |
| ---------------- | --------------- | --- |
| 591–598          | Gennadios       | Letzter magister militum per Africam, besiegte bereits in diesem Amt das römisch-berberische Reich von Altava. |
| 598 oder 602–611 | Herakleios      | Vater des späteren Kaisers und Begründers der herakleischen Dynastie |
| 619(?)–628/629   | Niketas         | Soll das Amt kurz nach Besetzung Ägyptens durch persische Truppen übernommen haben |
| vor 636–637      | Peter           | Soll sich einem Befehl des Kaisers widersetzt haben, den bedrängten byzantinischen Truppen in Ägypten zu Hilfe zu kommen |
| 641(?)–647/648   | Gregor          | Spaltete sich vom byzantinischen Reich ab und verlor bei Sufetula Schlacht und Leben |
| nach 647/648     | Gennadios (II.) | Existenz beziehungsweise Funktion als Exarch wird bestritten |
|                  | Eleutherios     | Vermutlich Exarch von Karthago. Er wird nur in den arabischen Quellen erwähnt. Der dortige Name al-At’riyūn wird allgemein in Eleutherios aufgelöst. Er soll Gennadios II. gestürzt haben. Über seine offizielle Stellung ist nichts bekannt.                           |
| bis 711?         | Julian          | Möglicherweise letzter Exarch von Afrika. Angeblicher byzantinischer Befehlshaber von Septem, der letzten byzantinischen Besitzung in Afrika. Er soll den Arabern bei ihrem Angriff auf das westgotische Spanien 711 geholfen haben. Seine Historizität ist umstritten. |

## Folgen der arabischen Eroberung

### Auswirkungen auf das Machtgefüge im Mittelmeerraum

Der Mittelmeerraum nach dem Ende der byzantinischen Herrschaft im Maghreb

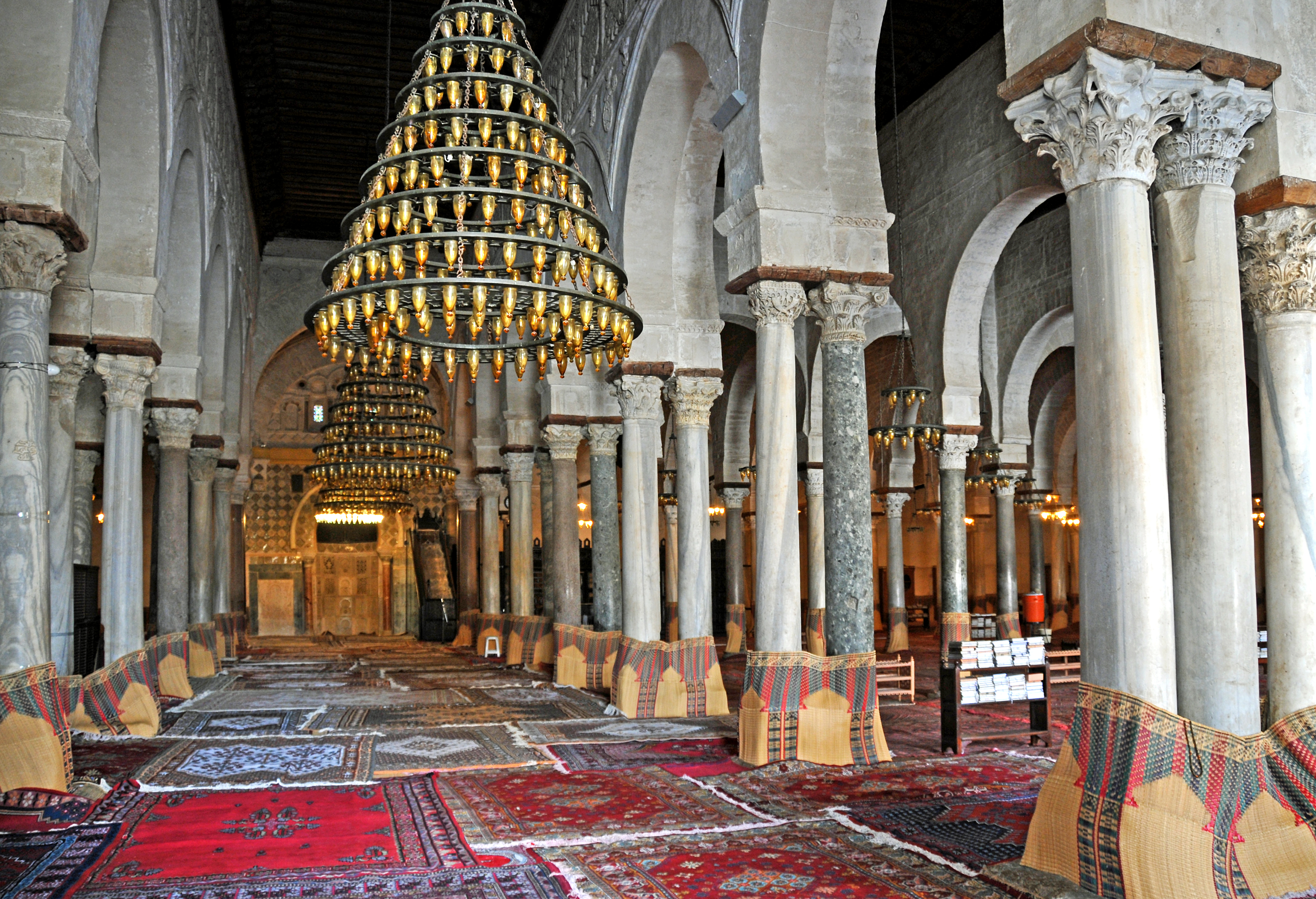
Gebetssaal der Hauptmoschee von Kairouan mit Säulen, die ehemaligen Kirchen – wohl aus Karthago – entnommen wurden

Der Verlust von Africa war ein herber Schlag für das Byzantinische Reich. Nach Ägypten ging hier 698 die zweite große Kornkammer und eine bedeutsame Steuerquelle verloren, was zwar im Nachhinein betrachtet der Überlebensfähigkeit des Reiches keinen Abbruch tat, die jahrzehntelangen Abwehrkämpfe gegen das Kalifat aber erheblich beeinträchtigte. Finanziell waren die verlorenen Steuereinnahmen für Ostrom/Byzanz über lange Zeit nicht zu kompensieren.
Tiberios brachte der Fall von Karthago den Kaiserthron ein, denn seine Offiziere erhoben ihn aus Furcht, für die Niederlage verantwortlich gemacht zu werden, zum Gegenkaiser und stürzten Leontios, dem die Nase abgeschnitten wurde. Eine weitere Auswirkung war, dass es keine größere lateinisch- bzw. romanischsprachige Provinz im Byzantinischen Reich mehr gab und sich das Griechische endgültig durchsetzte.
Mit der Eroberung von Karthago schufen die Araber die Grundlage für eine Vorherrschaft über den westlichen Mittelmeerraum, da sie nunmehr die dortigen afrikanischen Häfen als Sprungbrett für Operationen gegen die Balearen, Sardinien und Sizilien benutzen konnten. Sie bereiteten hierdurch außerdem die 13 Jahre später durchgeführte Invasion Spaniens vor, indem sie die Bedrohung aus der Flanke beseitigten. Die Eroberung von Septem wiederum beseitigte das letzte unmittelbare Hindernis.

### Islamisierung und teilweise Arabisierung des Maghreb
Auf dem Gebiet des Exarchats von Karthago setzte nach der Eroberung eine eher allmähliche, aber letztendlich vollständige Arabisierung der lateinisch- und punischsprachigen Bevölkerung ein. Entgegen weit verbreiteter Meinung verschwand die lateinische Sprache nicht zeitnah und auch nicht vollständig aus dem Maghreb, was sowohl an den bis ins elfte Jahrhundert reichenden lateinischen Grabinschriften und aus dem zahlreichen und auffälligen lateinischen Fremdwörtern in den heutigen Berbersprachen vor Ort ablesbar ist. Aber auch die Besonderheiten der sich nach der Eroberung herausbildenden Dialekte des maghrebinischen Arabisch wurden vor allem in der Lexik von Latein geprägt. Gleiches gilt für das Christentum im Maghreb, welches mit der arabischen Eroberung kein Ende fand, sondern durch sporadische Quellen auch danach belegt ist.
Wahrscheinlich stellten Muslime etwa im heutigen Tunesien erst gegen Ende des neunten Jahrhunderts die Mehrheit. Ein besonders prominenter Vertreter der romanisch-christlichen Gemeinden aus der Zeit war etwa der Mönch Constantinus Africanus. Der Niedergang christlicher Institutionen beschleunigte sich erst gegen Ende des 11. Jahrhunderts; einzelne Gemeinden hielten sich bis ins 14. Jahrhundert, als sich ihre Spur verliert. Fest steht lediglich, dass es zum Beginn der französischen Kolonialherrschaft im Maghreb keine romanischsprachigen oder christlichen Gemeinden mehr gab. Diese letztendlich vollständige Islamisierung der Gesamtbevölkerung bewirkte die bis heute fortwirkende Trennung des Mittelmeerraumes in eine Nord- und Südhälfte.
Die vollständige Islamisierung des Maghreb nebst vollständiger Arabisierung der nicht-berberischen Bevölkerung wurde möglicherweise durch folgende Faktoren begünstigt:
- die noch immer neupunische und damit ebenfalls semitische Muttersprachlichkeit von Teilen der Bevölkerung,
- eventuell verbliebenes donatistisches Gedankengut in christlichen Gemeinden, dessen martyristische, theokratische und die griechisch-römische Zivilisation ablehnende Forderungen durch den Islam erfüllt wurden[155],
- eventuell verbliebenes arianisches Gedankengut in christlichen Gemeinden, dessen antitrinitaristische Forderungen durch den Islam erfüllt wurden (siehe auch folgende Stellen im Koran):

„Christus Jesus, der Sohn Marias, ist doch nur der Gesandte Gottes und sein Wort, das Er zu Maria hinüberbrachte, und ein Geist von ihm. So glaubt an Gott und seine Gesandten. Und sagt nicht: Drei.“

„Er [Gott] hat nicht gezeugt, und Er ist nicht gezeugt worden.“

- die zum Teil auch nach außen hin sichtbare Zerstrittenheit der Kirche in Africa[156]
- Forcierung der Arabisierung und Islamisierung angesichts der exponierten Lage des Maghreb während der spanischen Reconquista und der Eroberungszüge des normannischen Herrschers Roger II.

## Bewertung

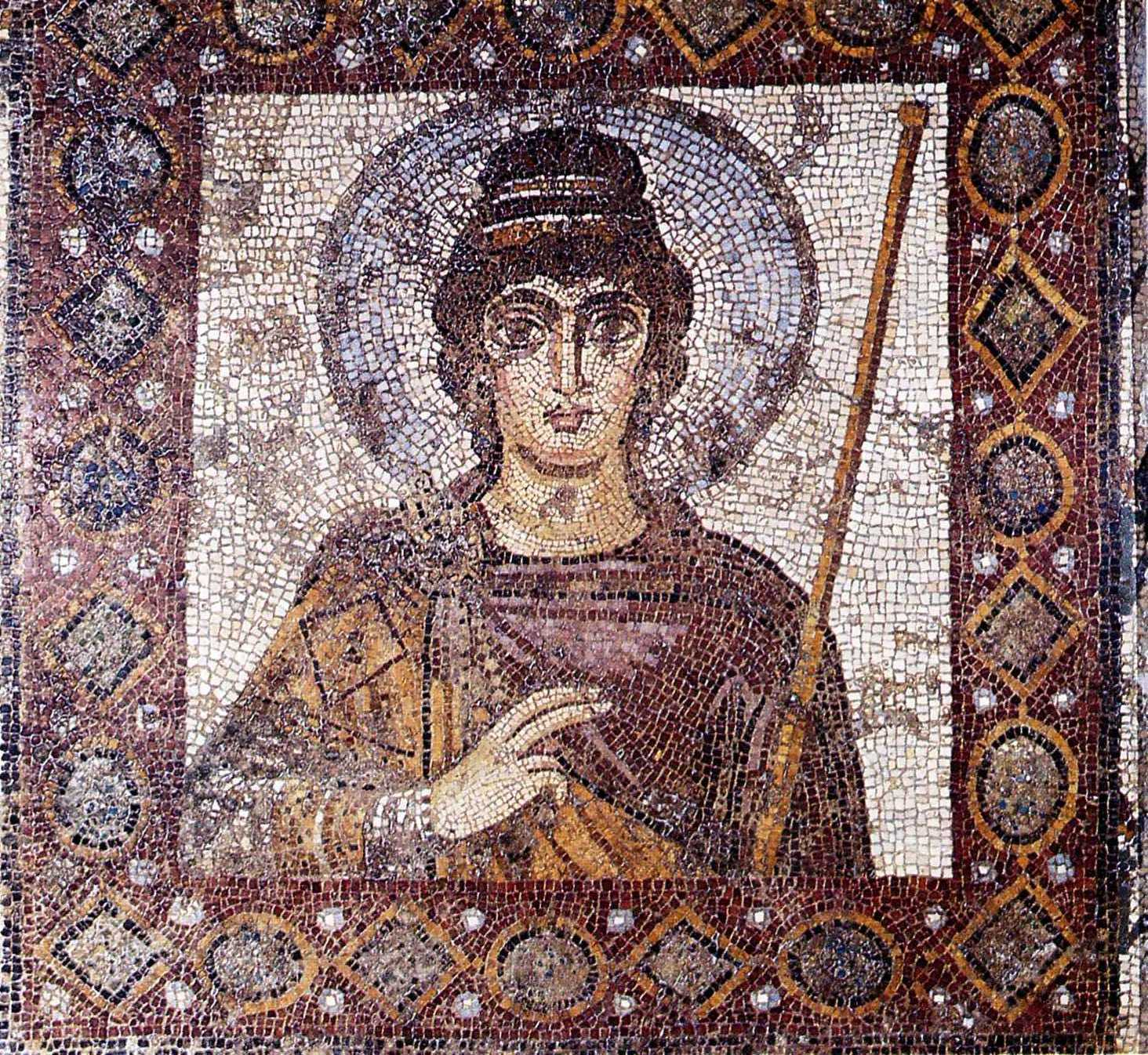
Die Dame von Karthago (wohl Theodora I.), Mosaikportrait und eines der bedeutendsten erhaltenen spätantiken Kunstwerke in Tunesien.

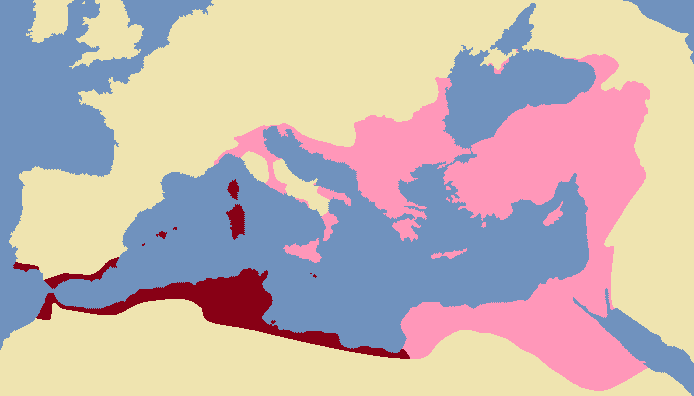
Das byzantinische Africa um 600

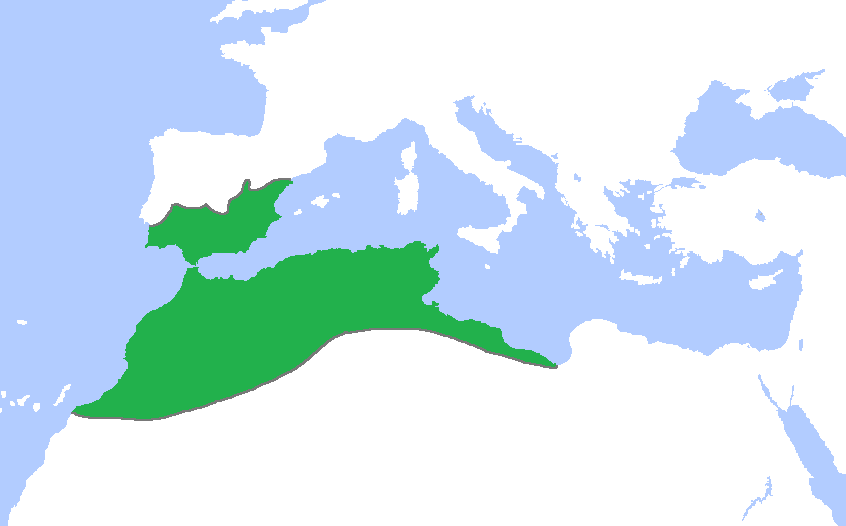
Das Almohadenreich um 1160 mit ähnlicher räumlicher Ausdehnung

In der älteren Literatur wird die byzantinische Herrschaft im Maghreb häufig als gescheitertes Projekt dargestellt, welches dem oströmischen Reich trotz der hohen Wirtschaftskraft der Provinz Africa keinen wirklichen Nutzen, sondern nur Dauerkriege und damit einen Verschleiß an Truppen gebracht haben soll. In der Tat war die Epoche zeitweise durch mehrere Aufstände gegen die kaiserliche Zentralgewalt, durch Bündnisse mit und Kämpfe gegen Berber sowie später durch einen gemeinsamen Abwehrkampf gegen die Araber gekennzeichnet. Die unter anderem hieraus abgeleitete Annahme, Nordafrika habe nach der Rückeroberung einen massiven Niedergang erlebt, ist durch neue Untersuchungen revidiert worden.
Insgesamt erlebten die Region und ihre lateinischsprachige und zum Teil wohl auch neupunischsprachige Bevölkerung in dieser Zeit jedoch eine spätantike Nachblüte, die mit Gorippus auch den letzten bedeutenden lateinischen Poeten der Antike hervorbrachte. Unter byzantinischer Herrschaft wurden auch zivile Bauvorhaben, etwa am Hafen von Karthago, vorgenommen, und etliche ältere Bauwerke wiederhergestellt bzw. in Betrieb genommen. In der Gesamtschau wurde die sich in der Spätphase des weströmischen Reiches abzeichnende und in der Phase des Königreiches der Vandalen beschleunigende Auflösung der römischen Siedlungs- und Verwaltungsstrukturen der Region durch die oströmisch/byzantinische Herrschaft aufgehalten und zum Teil sogar rückgängig gemacht. Zudem blieb das oströmische Africa politisch, wirtschaftlich und kulturell eng mit der Mittelmeerwelt verknüpft. In der Gesamtschau war die oströmische/byzantinische Zeit damit die letzte Epoche der rund 850 Jahre dauernden römischen Herrschaft im Maghreb, deren herausragendes Zeitzeugnis eine Vielzahl von byzantinischen oder ihnen stilistisch nachempfundenen Festungen aus der frühesten Epoche der arabischen Herrschaft ist.
Die historische, in Teilen bis in die Gegenwart fortwirkende Bedeutung der oströmischen/byzantinischen Herrschaft bestand zum einen darin, dass es einen wesentlichen Anteil daran hatte, die Orientalisierung des oströmischen Reiches (und damit der späteren orthodoxen Glaubensrichtung des Christentums) bis zu dem Zeitpunkt aufzuhalten, in dem sich die Ostprovinzen im Arabersturm vom Reich lösten. Ebenso bedeutsam war der Umstand, dass die Übernahme des Kaiserthrons 610 aus Karthago heraus das Reich vor dem Untergang bewahrte und damit die Weichen für die nächsten 843 Jahre stellte. Zudem schuf die Umgliederung der spätantiken Verwaltung zu Exarchaten sowohl in Italien als auch in Africa den Prototyp für die Themenverwaltung, mit der die Struktur des Exarchats so weit heruntergebrochen wurde, dass Sezessionen ausgeschlossen werden konnten. In der Gesamtschau stelle sich daher, so Conant, die Rückeroberung Africas als einzigartiger Erfolg dar.
Ein weiterer Aspekt besteht in der weitgehenden Bewahrung und teilweisen Wiederherstellung zusammenhängender römischer Verwaltungsstrukturen und Wirtschaftskraft, die im Rahmen der islamischen Expansion von den Arabern so vorgefunden wurde und die ihnen als Grundlage für die Etablierung ihres eigenen zusammenhängenden Machtbereiches ab dem 8. Jahrhundert gedient haben dürfte. Dieser Umstand wirkte bis in das 13. Jahrhundert fort und prägte die Herausbildung des heutigen Maghreb als Region maßgebend.